# Akbar
Abu'l-Fath Jalal-ud-din Muhammad Akbar (en persa: ابو الفتح جلال الدين محمد اكبر‎) (25 de octubre de 1542-27 de octubre de 1605) más conocido como Akbar o Akbar el Grande (Akbar-i-azam,  اکبر اعظم), fue el tercer emperador mogol de la India desde 1556 hasta 1605. Akbar sucedió a su padre, Humayun, bajo un regente, Bairam Khan, quien ayudó al joven emperador a expandir y consolidar los dominios mogoles en la India.
Akbar tenía una personalidad fuerte y fue un general con mucho éxito. Amplió gradualmente el Imperio mogol para incluir gran parte del subcontinente indio. Su poder e influencia, sin embargo, se extendieron por todo el subcontinente debido al dominio militar, político, cultural y económico de los mogoles. Para unificar el vasto estado mogol, Akbar estableció un sistema de administración centralizado en todo su imperio y adoptó una política de conciliación de los gobernantes conquistados a través del matrimonio y la diplomacia. Para preservar la paz y el orden en un imperio religioso y culturalmente diverso, adoptó políticas que le valieron el apoyo de sus súbditos no musulmanes. Evitando los lazos tribales y la identidad del estado islámico, Akbar se esforzó por unir tierras lejanas de su reino a través de la lealtad, expresada a través de la cultura indo-persa.
Desarrolló una economía fuerte y estable, lo que llevó a la expansión comercial y un mayor patrocinio de la cultura. El propio Akbar era un mecenas del arte y la cultura. Le gustaba la literatura y creó una biblioteca de más de 24.000 volúmenes escritos en sánscrito, urdu, persa, griego, latín, árabe y cachemir, atendida por muchos eruditos, traductores, artistas, calígrafos, escribas, encuadernadores y lectores. Hizo gran parte de la catalogación él mismo a través de tres agrupaciones principales. Akbar también estableció la biblioteca de Fatehpur Sikri exclusivamente para mujeres, y decretó que se establecieran escuelas para la educación de musulmanes e hindúes en todo el reino. También animó a la que la encuadernación se considerase un gran arte. Hombres santos de muchas religiones, poetas, arquitectos y artesanos adornaban su corte de todo el mundo para su estudio y discusión. Las cortes de Akbar en Delhi, Agra y Fatehpur Sikri se convirtieron en centros de artes, letras y aprendizaje. La cultura timúrida y perso-islámica comenzó a fusionarse y mezclarse con elementos indígenas indios, y surgió una cultura indo-persa distinta caracterizada por las artes, la pintura y la arquitectura de estilo mogol. Desilusionado con el Islam ortodoxo y quizás con la esperanza de lograr la unidad religiosa dentro de su imperio, Akbar promulgó el Din-i Ilahi, un credo sincrético derivado principalmente del Islam y el hinduismo, así como de algunas partes del zoroastrismo y el cristianismo. Sin embargo, Akbar también ordenó la Masacre de Chittorgarh, en la que fueron masacrados 30.000 campesinos hindúes.
El reinado de Akbar influyó significativamente en el curso de la historia de la India. Durante su gobierno, el Imperio mogol se triplicó en tamaño y riqueza. Creó un poderoso sistema militar e instituyó reformas políticas y sociales efectivas. Al abolir la Yizia, el impuesto sectario, sobre los no musulmanes y designarlos para altos puestos civiles y militares, fue el primer gobernante mogol en ganarse la confianza y la lealtad de los súbditos nativos. Hizo traducir la literatura sánscrita, participó en festivales nativos y se dio cuenta de que un imperio estable dependía de la cooperación y la buena voluntad de sus súbditos. Por lo tanto, las bases de un imperio multicultural bajo el gobierno se sentaron durante su reinado. Akbar fue sucedido como emperador por su hijo, el príncipe Salim, más tarde conocido como Jahangir.

## Primeros años

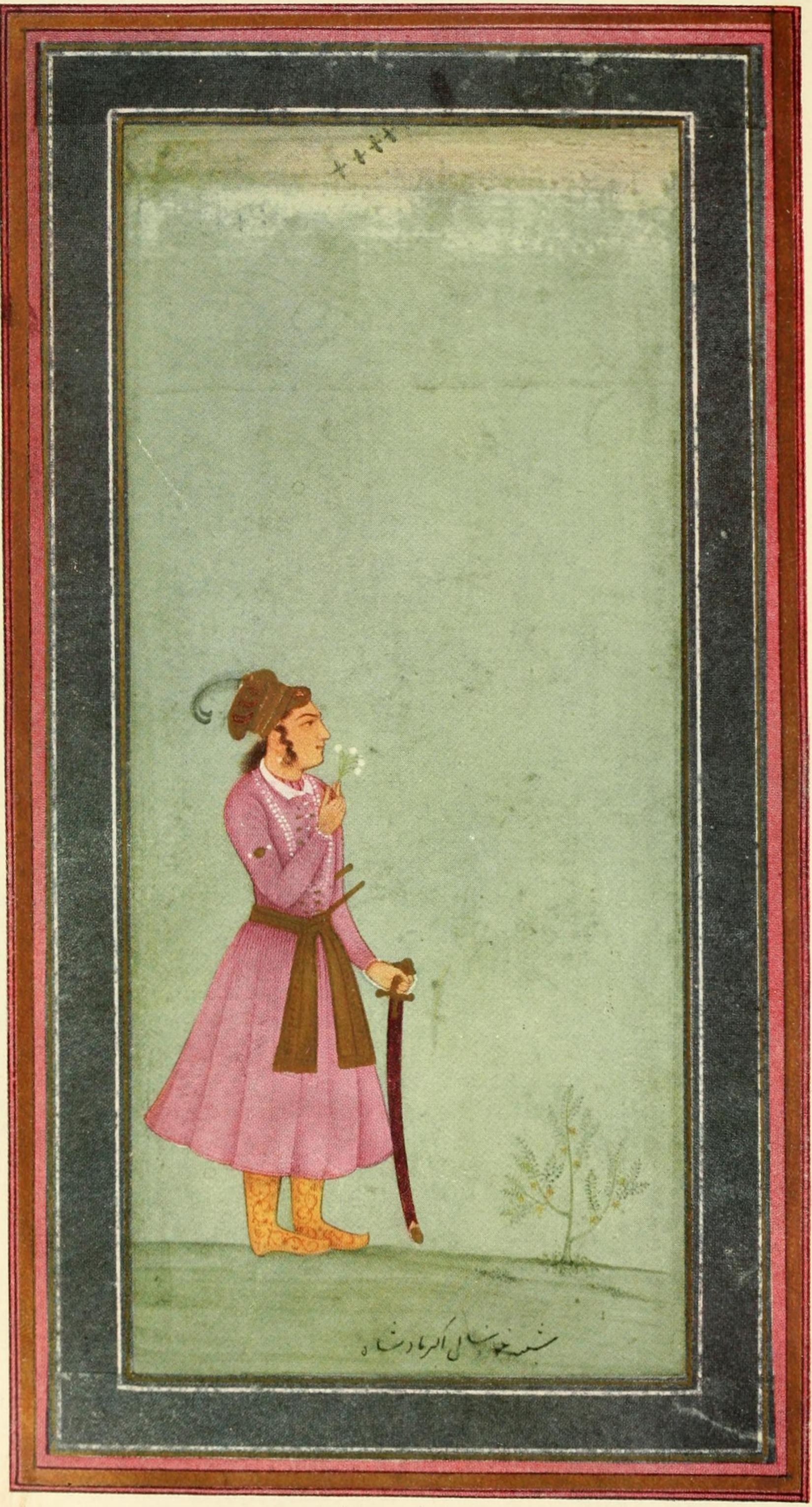
Akbar de niño

Derrotado en batallas en Chausa y Kannauj en 1539 a 1541 por las fuerzas de Sher Shah Suri, el emperador mogol Humayun huyó hacia el oeste a Sind. Allí conoció y se casó con Hamida Banu Begum, que en aquel entonces tenía 14 años, hija de Shaikh Ali Akbar Jami, un maestro persa del hermano menor de Humayun, Hindal Mirza. Jalal ud-din Muhammad Akbar nació el año siguiente, el 15 de octubre de 1542 (el cuarto día de Rajab, 949 AH) en la fortaleza Rajput de Umarkot en Rajputana (en el actual Sind), donde el gobernante hindú local Rana Prasad había dado refugio a sus padres.
Durante el extenso período del exilio de Humayun, Akbar fue criado en Kabul por la familia extensa de sus tíos paternos, Kamran Mirza y Askari Mirza, y sus tías, en particular la esposa de Kamran Mirza. Pasó su juventud aprendiendo a cazar, correr y luchar, lo que lo convirtió en un guerrero atrevido, poderoso y valiente, pero nunca aprendió a leer ni a escribir. Esto, sin embargo, no obstaculizó su búsqueda de conocimiento, ya que siempre se dice que cuando se retiraba por la noche hacía que alguien leyera. El 20 de noviembre de 1551, el hermano menor de Humayun, Hindal Mirza, murió luchando en una batalla contra las fuerzas de Kamran Mirza. Al enterarse de la noticia de la muerte de su hermano, Humayun se sintió abrumado por el dolor.
Por el afecto de la memoria de su hermano, Humayun prometió a la hija de nueve años de Hindal, Ruqaiya Sultan Begum, con su hijo Akbar. Su compromiso tuvo lugar en Kabul, poco después del primer nombramiento de Akbar como virrey en la provincia de Gazni. Humayun confirió a la pareja imperial toda la riqueza, el ejército y los seguidores de Hindal y Ghazni. Uno de los jagir de Hindal fue entregado a su sobrino, Akbar, quien fue designado virrey y también se le dio el mando del ejército de su tío. El matrimonio de Akbar con Ruqaiya fue solemnizado en Jalandhar, Punjab, cuando ambos tenían 14 años. Ella fue su primera esposa y consorte principal.
Tras el caos por la sucesión del hijo de Sher Shah Suri Islam Shah, Humayun reconquistó Delhi en 1555, al frente de un ejército en parte en su aliado persa Tahmasp I. Unos meses después, Humayun murió. El tutor de Akbar, Bairam Khan, ocultó la muerte para prepararse para la sucesión de Akbar. Akbar sucedió a Humayun el 14 de febrero de 1556, mientras se encontraba en medio de una guerra contra Sikandar Shah para reclamar el trono de los mogoles. En Kalanaur, Punyab, Akbar, de 14 años, fue entronizado por Bairam Khan en una plataforma recién construida, que aún se mantiene en pie. Fue proclamado Shahanshah (Persa para "Rey de Reyes"). Bairam Khan gobernó en su nombre hasta que alcanzó la mayoría de edad.

## Campañas militares

### Innovaciones militares
A Akbar se le otorgó el epíteto de "el Grande" debido a sus muchos logros. incluido su historial de campañas militares invictas que consolidaron el dominio mogol en el subcontinente indio. La base de esta destreza y autoridad militar fue la hábil calibración estructural y organizativa de Akbar del ejército mogol. El sistema Mansabdari en particular ha sido aclamado por su papel en la defensa del poder mogol en la época de Akbar. El sistema persistió con pocos cambios hasta el final del Imperio mogol, pero se fue debilitando progresivamente con sus sucesores.
Las reformas organizativas fueron acompañadas de innovaciones en cañones, fortificaciones y el uso de elefantes. Akbar también se interesó por las llaves de mecha y las empleó eficazmente durante varios conflictos. Buscó la ayuda de los otomanos, y también cada vez más de europeos, especialmente portugueses e italianos, para adquirir armas de fuego y artillería. Las armas de fuego en la época de Akbar llegaron a ser muy superiores a cualquier cosa que pudieran desplegar gobernantes regionales, tributarios o los zamindars. Tal fue el impacto de estas armas que el visir de Akbar, Abu'l-Fazl ibn Mubarak, una vez declaró que "con la excepción de Turquía, quizás no haya ningún país en el que sus armas tengan más medios para asegurar el gobierno que [India]". El término "imperio de la pólvora" ha sido utilizado a menudo por eruditos e historiadores al analizar el éxito de los mogoles en la India. Se ha considerado que el poder mogol se debe a su dominio de las técnicas de guerra, especialmente el uso de armas de fuego alentado por Akbar.

### Lucha por el norte de la India
El padre de Akbar, Humayun, había recuperado el control del Punyab, Delhi y Agra con el apoyo de Safavid, pero incluso en estas áreas el gobierno mogol era precario, y cuando los Surs reconquistaron Agra y Delhi tras la muerte de Humayun, el destino del emperador niño parecía incierto. La minoría de Akbar y la falta de cualquier posibilidad de asistencia militar del bastión mogol de Kabul, que estaba en medio de una invasión del gobernante de Badajhshán, el príncipe Mirza Suleiman, agravó la situación. Cuando su regente, Bairam Khan, convocó un consejo de guerra para ordenar las fuerzas mogolas, ninguno de los jefes de Akbar aprobó. Sin embargo, Bairam Khan finalmente pudo prevalecer sobre los nobles, y se decidió que los mogoles marcharían contra el más fuerte de los gobernantes Sur, Sikandar Shah Suri, en el Punjab. Delhi quedó bajo la regencia de Tardi Baig Khan. Sikandar Shah Suri, sin embargo, no presentó mayor preocupación por Akbar, y evitó dar batalla cuando el ejército mogol se acercó. La amenaza más grave vino de Hemu, un ministro y general de uno de los gobernantes Sur, que se había proclamado emperador indio y expulsó a los mogoles de las llanuras indogangéticas.
Instado por Bairam Khan, quien volvió a organizar el ejército mogol antes de que Hemu pudiera consolidar su posición, Akbar marchó sobre Delhi para reclamarla. Su ejército, dirigido por Bairam Khan, derrotó a Hemu y al ejército Sur el 5 de noviembre de 1556 en la Segunda Batalla de Panipat, a 50 millas (80 km) al norte de Delhi. Poco después de la batalla, las fuerzas mogolas ocuparon Delhi y luego Agra. Akbar hizo una entrada triunfal en Delhi, donde permaneció durante un mes. Luego, él y Bairam Khan regresaron a Punjab para tratar con Sikandar Shah, que había vuelto a estar activo. En los siguientes seis meses, los mogoles ganaron otra batalla importante contra Sikander Shah Suri, quien huyó al este de Bengala. Akbar y sus fuerzas ocuparon Lahore y luego se apoderó de Multan en el Punjab. En 1558, Akbar tomó posesión de Ajmer, la apertura a Rajputana, después de la derrota y huida de su gobernante musulmán Los mogoles también sitiaron y derrotaron a las fuerzas Sur que controlaban la fortaleza de Gwalior, la fortaleza más grande al norte del río Narmada.
Los begums reales, junto con las familias de los emires mogoles, fueron finalmente traídos de Kabul a la India en ese momento, según el visir de Akbar, Abul Fazl, «para que los hombres pudieran establecerse y estar restringidos en alguna medida de partir a un país a que estaban acostumbrados». Akbar había declarado firmemente sus intenciones de que los mogoles estuvieran en la India para quedarse. Esto estaba muy lejos de los acuerdos políticos de su abuelo, Babur, y su padre, Humayun, quienes habían hecho poco para indicar que eran cualquier cosa menos gobernantes transitorios. Sin embargo, Akbar reintrodujo metódicamente un legado histórico del Renacimiento timurí que sus antepasados habían dejado.

### Expansión al centro de la India
En 1559, los mogoles habían lanzado un avance hacia el sur hacia Rajputana y Malwa. Sin embargo, las disputas de Akbar con su regente, Bairam Khan, pusieron temporalmente fin a la expansión. El joven emperador, a la edad de dieciocho años, quería participar más activamente en la gestión de los asuntos. Animado por su madre adoptiva, Maham Anga, y sus familiares, Akbar decidió prescindir de los servicios de Bairam Khan. Después de otra disputa en la corte, Akbar finalmente despidió a Bairam Khan en la primavera de 1560 y le ordenó que se fuera al Hach a La Meca. Bairam Khan se fue a La Meca, pero en su camino fue incitado por sus oponentes a rebelarse. Fue derrotado por el ejército mogol en el Punjab y obligado a someterse. Akbar lo perdonó, sin embargo, y le dio la opción de continuar en su corte o reanudar su peregrinaje; Bairam eligió este último.  Bairam Khan fue posteriormente asesinado en su camino a La Meca, supuestamente por un afgano con una venganza personal.
En 1560, Akbar reanudó las operaciones militares. Un ejército mogol bajo el mando de su hermano adoptivo, Adham Khan, y un comandante mogol, Pir Muhammad Khan, comenzaron la conquista mogola de Malwa. El gobernante afgano, Baz Bahadur, fue derrotado en la Batalla de Sarangpur y huyó a Khandesh en busca de refugio, dejando atrás su harén, tesoro y elefantes de guerra. A pesar del éxito inicial, la campaña resultó un desastre desde el punto de vista de Akbar. Su hermano adoptivo retuvo todo el botín y siguió con la práctica de Asia Central de masacrar a la guarnición rendida, a sus esposas e hijos, y a muchos teólogos musulmanes y Sayyids, que eran descendientes de Mahoma. Akbar viajó personalmente a Malwa para enfrentarse a Adham Khan y relevarlo del mando. A continuación, Pir Muhammad Khan fue enviado en busca de Baz Bahadur, pero fue rechazado por la alianza de los gobernantes de Khandesh y Berar. Baz Bahadur recuperó temporalmente el control de Malwa hasta que, al año siguiente, Akbar envió otro ejército mogol para invadir y anexar el reino. Malwa se convirtió en una provincia de la naciente administración imperial del régimen de Akbar. Baz Bahadur sobrevivió como refugiado en varios tribunales hasta que, ocho años después, en 1570, asumió el servicio de Akbar.
A pesar del éxito final en Malwa, el conflicto expuso grietas en las relaciones personales de Akbar con sus parientes y nobles mogoles. Cuando Adham Khan se enfrentó a Akbar después de otra disputa en 1562, el emperador lo derribó y lo arrojó desde una terraza al patio del palacio en Agra. Aún con vida, Adham Khan fue arrastrado y arrojado al patio una vez más por Akbar para asegurar su muerte. Akbar ahora buscaba eliminar la amenaza de súbditos demasiado poderosos. Creó puestos ministeriales especializados relacionados con el gobierno imperial; ningún miembro de la nobleza mogol iba a tener una preeminencia incuestionable. Cuando un poderoso clan de jefes uzbecos estalló en rebelión en 1564, Akbar los derrotó y derrotó de manera decisiva en Malwa y luego en Bihar. Él perdonó a los líderes rebeldes, con la esperanza de conciliarlos, pero se rebelaron de nuevo, por lo que Akbar tuvo que sofocar su levantamiento por segunda vez. Tras una tercera revuelta con la proclamación de Mirza Muhammad Hakim, hermano de Akbar y gobernante mogol de Kabul, como emperador, su paciencia finalmente se agotó. Varios caciques uzbecos fueron posteriormente asesinados y los líderes rebeldes pisoteados hasta la muerte bajo los elefantes. Simultáneamente, los Mirza, un grupo de primos lejanos de Akbar que poseían importantes feudos cerca de Agra, también se habían rebelado. Ellos también fueron asesinados y expulsados del imperio. En 1566, Akbar se trasladó para encontrarse con las fuerzas de su hermano, Muhammad Hakim, que había marchado al Punjab con el sueño de apoderarse del trono imperial. Sin embargo, tras un breve enfrentamiento, Muhammad Hakim aceptó la supremacía de Akbar y se retiró a Kabul.
En 1564, las fuerzas mogoles comenzaron la conquista de Garha, una zona montañosa escasamente poblada en el centro de la India que era de interés para los mogoles debido a su manada de elefantes salvajes. El territorio fue gobernado por Raja Vir Narayan, un menor, y su madre, Durgavati, una reina guerrera Rajput de los Gonds. Akbar no dirigió personalmente la campaña porque estaba preocupado por la rebelión uzbeka, dejando la expedición en manos de Asaf Khan, el gobernador mogol de Kara.  Durgavati se suicidó después de su derrota en la Batalla de Damoh, mientras que Raja Vir Narayan fue asesinado en la Caída de Chauragarh, la fortaleza montañosa de los Gonds. Los mogoles se apoderaron de una inmensa riqueza, una cantidad no calculada de oro y plata, joyas y 1000 elefantes. Kamala Devi, una hermana menor de Durgavati, fue enviada al harén de los mogoles. El hermano del difunto esposo de Durgavati fue instalado como administrador mogol de la región. Al igual que en Malwa, sin embargo, Akbar entró en una disputa con sus vasallos sobre la conquista de Gondwana. Asaf Khan fue acusado de quedarse con la mayoría de los tesoros y de enviar sólo 200 elefantes a Akbar. Cuando fue llamado a rendir cuentas, huyó de Gondwana. Primero fue a los uzbekos, luego regresó a Gondwana, donde fue perseguido por las fuerzas mogolas. Finalmente, se sometió y Akbar lo devolvió a su posición anterior.

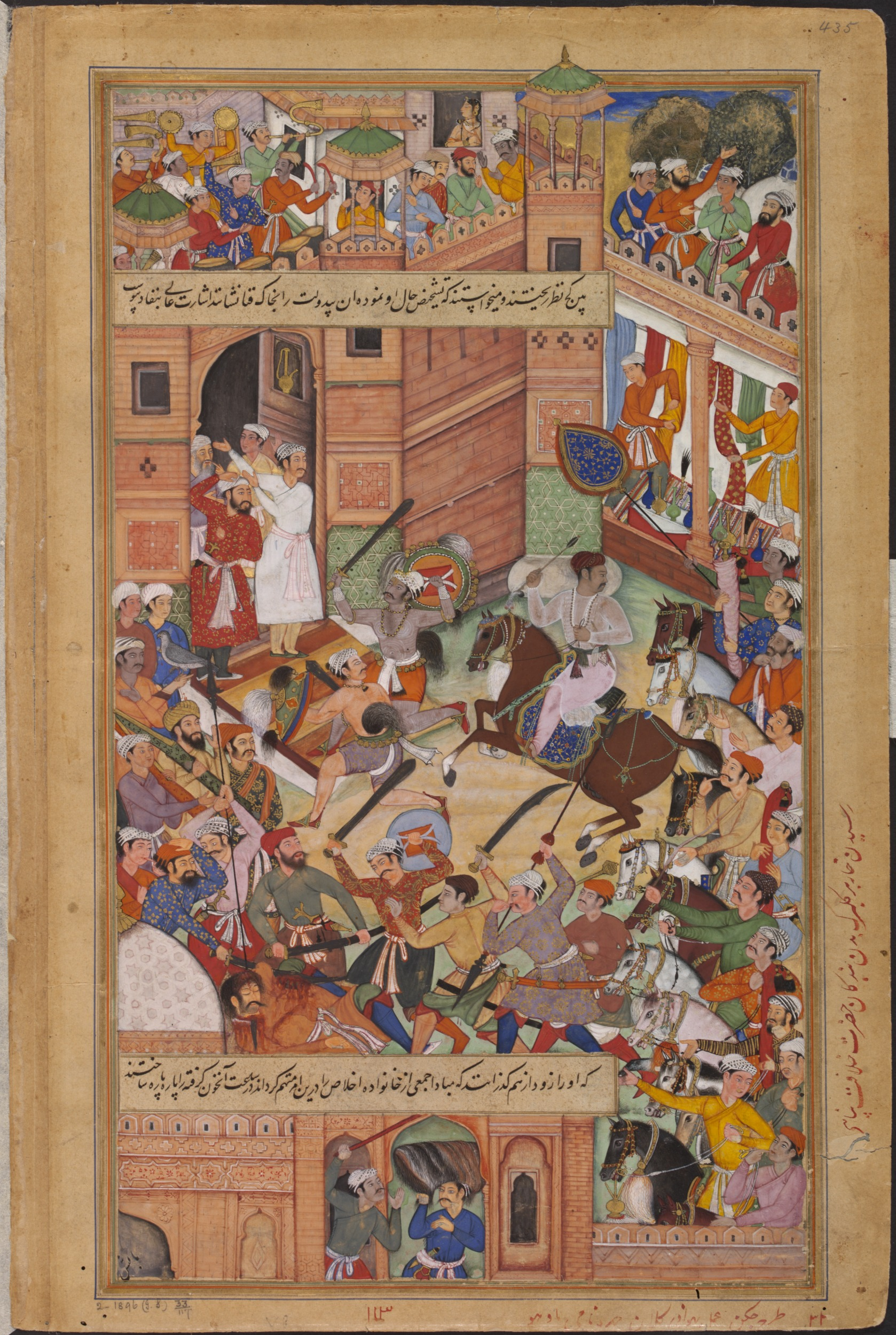
1564-Un intento en la vida de Akbar-Akbarnama

#### Intento de asesinar a Akbar
Alrededor de 1564 es también cuando hubo un intento de asesinato en Akbar documentado en una pintura.
El intento se realizó cuando Akbar regresaba de una visita a la dargah de Hazrat Nizamuddin cerca de Delhi, por un asesino que disparó una flecha. La flecha le atravesó el hombro derecho. El asesino fue detenido y ordenado decapitar por el Emperador. El culpable era un esclavo de Mirza Sharfuddin, un noble de la corte de Akbar cuya rebelión había sido reprimida recientemente.

### Conquista de Rajputana

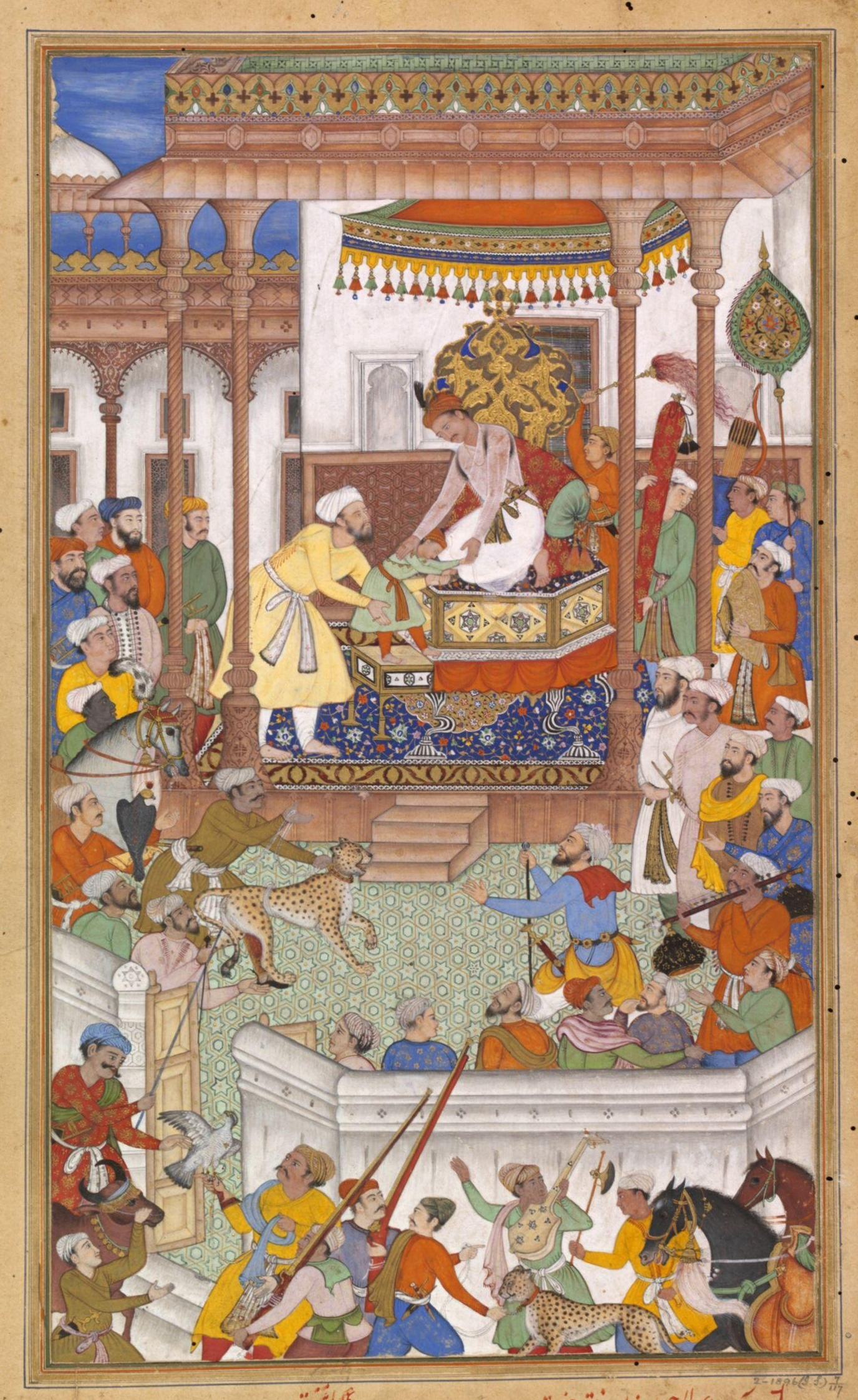
Akbar recibe al joven Abdul Rahim Khan-I-Khana, hijo de Bairam Khan

Habiendo establecido el dominio mogol sobre el norte de la India, Akbar centró su atención en la conquista de Rajputana. Ningún poder imperial en la India basado en las llanuras del Indo-Ganges podría estar seguro si existiera un centro de poder rival en su flanco en Rajputana. Los mogoles ya habían establecido su dominio sobre partes del norte de Rajputana en Mewat, Ajmer y Nagor. Ahora, Akbar estaba decidido a conducir al corazón de los reyes Rajput que nunca antes se habían sometido a los gobernantes musulmanes del Sultanato de Delhi. A partir de 1561, los mogoles involucraron activamente a los rajput en la guerra y la diplomacia. La mayoría de los estados de Rajput aceptaron la soberanía de Akbar; los gobernantes de Mewar y Marwar, Udai Singh y Chandrasen Rathore, sin embargo, permanecieron fuera del redil imperial. Rana Udai Singh descendía del gobernante de Sisodia, Rana Sanga, que había muerto luchando contra Babur en la batalla de Khanua en 1527. Como jefe del clan Sisodia, poseía el estatus ritual más alto de todos los Rajput. reyes y caciques en la India. A menos que Udai Singh se redujera a la sumisión, la autoridad imperial de los mogoles se vería disminuida a los ojos de Rajput. Además, Akbar, en este período temprano, todavía se dedicó con entusiasmo a la causa del Islam y trató de impresionar la superioridad de su fe sobre los guerreros más prestigiosos del hinduismo brahmínico.
En 1567, Akbar se movió para reducir el Fuerte Chittor en Mewar. La fortaleza-capital de Mewar era de gran importancia estratégica ya que se encontraba en la ruta más corta de Agra a Guyarat y también se consideraba una clave para mantener las partes interiores de Rajputana. Udai Singh se retiró a las colinas de Mewar, dejando a dos guerreros Rajput, Jaimal Rathore y Patta, a cargo de la defensa de su capital. Chittorgarh cayó en febrero de 1568 después de un asedio de cuatro meses. Akbar hizo masacrar a los defensores supervivientes y a 30 000 no combatientes y exhibir sus cabezas en torres erigidas en toda la región, para demostrar su autoridad. El botín que cayó en manos de los mogoles se distribuyó por todo el imperio. Permaneció en Chittorgarh durante tres días, luego regresó a Agra, donde para conmemorar la victoria, instaló, a las puertas de su fuerte, estatuas de Jaimal y Patta montadas sobre elefantes. El poder y la influencia de Udai Singh se rompieron. Nunca más se atrevió a salir de su refugio de montaña en Mewar y Akbar se contentó con dejarlo en paz.
La caída de Chittorgarh fue seguida por un ataque mogol al Fuerte Ranthambore en 1568. Ranthambore estaba en manos de los Hada Rajputs y tenía fama de ser la fortaleza más poderosa de la India. Sin embargo, cayó solo después de un par de meses. Akbar era ahora el amo de casi todo Rajputana. La mayoría de los reyes de Rajput se habían sometido a los mogoles. Solo los clanes de Mewar continuaron resistiendo. El hijo y sucesor de Udai Singh, Pratap Singh, fue posteriormente derrotado por los mogoles en la batalla de Haldighati en 1576. Akbar celebraría su conquista de Rajputana sentando las bases de una nueva capital, a 37 km al suroeste de Agra en 1569. Se la llamó Fatehpur Sikri ("la ciudad de la victoria"). Rana Pratap Singh, sin embargo, atacó continuamente a los mogoles y pudo retener la mayor parte del reino de sus antepasados en la vida de Akbar.

### Anexión de India occidental y oriental

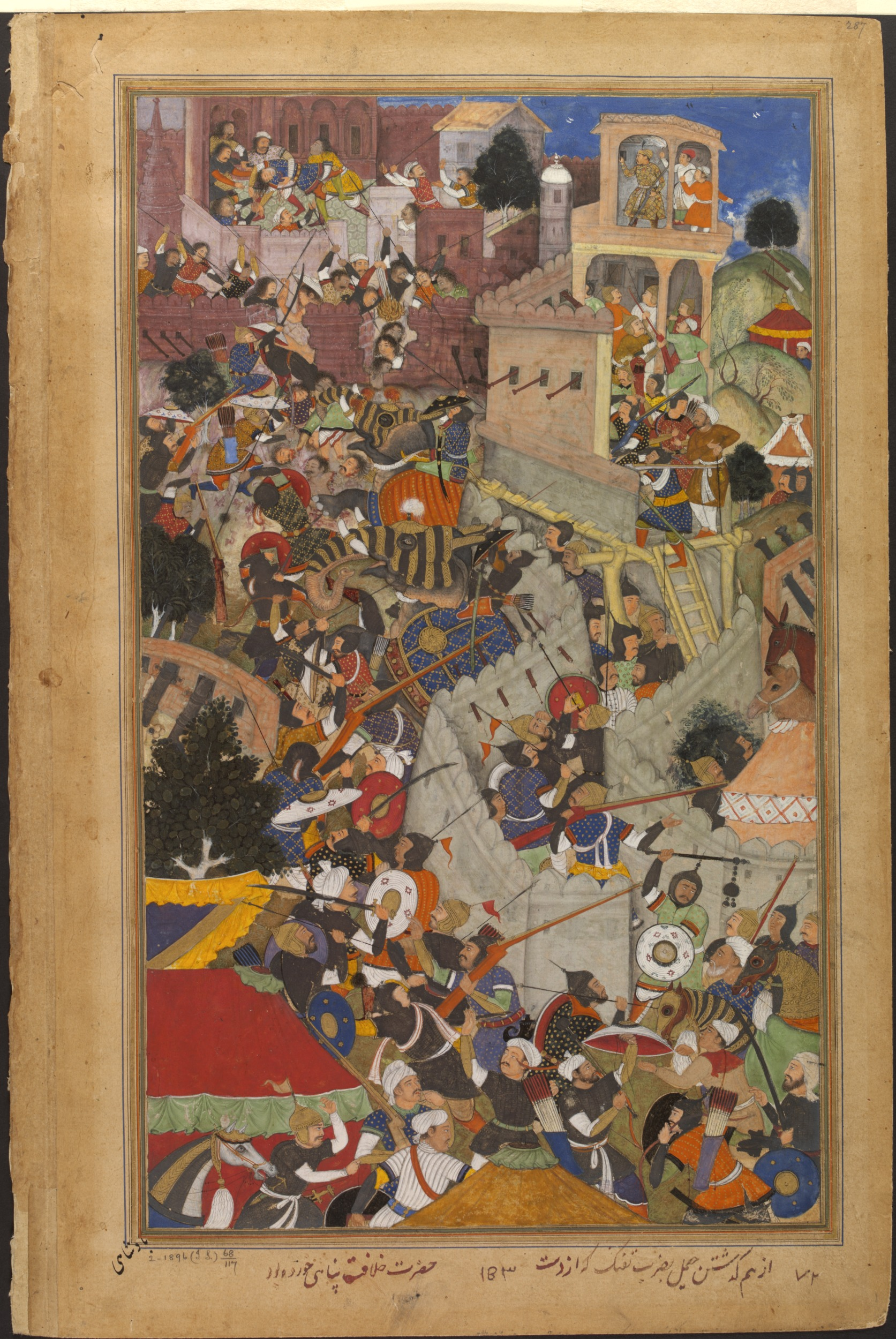
El emperador mogol Akbar dispara al guerrero Rajput Jaimal durante el asedio de Chittorgarh en 1568

Los siguientes objetivos militares de Akbar fueron la conquista de Guyarat y Bengala, que conectaban a la India con los centros comerciales de Asia, África y Europa a través del Mar Arábigo y el Golfo de Bengala, respectivamente. Además, Guyarat había sido un refugio para los nobles mogoles rebeldes, mientras que en Bengala, los afganos todavía tenían una influencia considerable bajo su gobernante, Sulaiman Khan Karrani. Akbar se movió primero contra Guyarat, que se encontraba en el ladrón de las provincias mogolas de Rajputana y Malwa. Guyarat, con sus regiones costeras, poseía áreas de rica producción agrícola en su llanura central, una impresionante producción de textiles y otros bienes industriales, y los puertos marítimos más activos de la India. Akbar tenía la intención de vincular el estado marítimo con los recursos masivos de las llanuras indogangéticas. Sin embargo, el aparente casus belli era que el rebelde Mirzas, que anteriormente había sido expulsado de la India, ahora operaba desde una base en el sur de Guyarat. Además, Akbar había recibido invitaciones de camarillas en Guyarat para derrocar al rey reinante, lo que sirvió de justificación para su expedición militar. En 1572, se trasladó a ocupar Ahmedabad, la capital, y otras ciudades del norte, y fue proclamado soberano legítimo de Guyarat. En 1573, había expulsado a los Mirza que, después de ofrecer una resistencia simbólica, huyeron a refugiarse en Decán. Surat, la capital comercial de la región y otras ciudades costeras pronto capitularon ante los mogoles. El rey, Muzaffar Shah III, fue sorprendido escondido en un campo de maíz; Akbar lo jubiló con una pequeña asignación.
Habiendo establecido su autoridad sobre Guyarat, Akbar regresó a Fatehpur Sikiri, donde construyó el Buland Darwaza para conmemorar sus victorias, pero una rebelión de los nobles afganos apoyados por el gobernante Rajput de Idar y las renovadas intrigas de los Mirza obligaron a regresar a Guyarat. Akbar cruzó el Rajputana y llegó a Ahmedabad en once días, un viaje que normalmente tomaba seis semanas. El ejército mogol superado en número obtuvo una victoria decisiva el 2 de septiembre de 1573. Akbar mató a los líderes rebeldes y erigió una torre con sus cabezas cortadas. La conquista y subyugación de Guyarat resultó muy rentable para los mogoles; el territorio rindió un ingreso de más de cinco millones de rupias anuales a la tesorería de Akbar, después de los gastos.
Akbar ahora había derrotado a la mayoría de los remanentes afganos en la India. El único centro del poder afgano estaba ahora en Bengala, donde reinaba en el poder Sulaiman Khan Karrani, un jefe afgano cuya familia había servido bajo el mando de Sher Shah Suri. Si bien Sulaiman Khan evitó escrupulosamente ofender a Akbar, su hijo, Daud Khan, que lo había sucedido en 1572, decidió lo contrario. Mientras que Sulaiman Khan hizo leer la Jutba en nombre de Akbar y reconoció la supremacía mogol, Daud Khan asumió la insignia de la realeza y ordenó que la khutba fuera proclamada en su propio nombre en desafío a Akbar. Munim Khan, el gobernador mogol de Bihar, recibió la orden de castigar a Daud Khan, pero más tarde, el propio Akbar partió hacia Bengala. Esta fue una oportunidad para poner el comercio en el este bajo el control mogol. En 1574, los mogoles se apoderaron de Patna de Daud Khan, quien huyó a Bengala. Akbar regresó a Fatehpur Sikri y dejó a sus generales para terminar la campaña. Posteriormente, el ejército mogol obtuvo la victoria en la Batalla de Tukaroi en 1575, lo que llevó a la anexión de Bengala y partes de Bihar que habían estado bajo el dominio de Daud Khan. Solo Odisha quedó en manos de la dinastía Karrani como feudo del Imperio mogol. Sin embargo, un año después, Daud Khan se rebeló e intentó recuperar Bengala. Fue derrotado por el general mogol, Khan Jahan Quli.y tuvo que huir al exilio. Posteriormente, Daud Khan fue capturado y ejecutado por las fuerzas mogolas. Su cabeza cortada fue enviada a Akbar, mientras que sus extremidades fueron colgadas en Tandah, la capital mogol de Bengala.

### Campañas en Afganistán y Asia Central

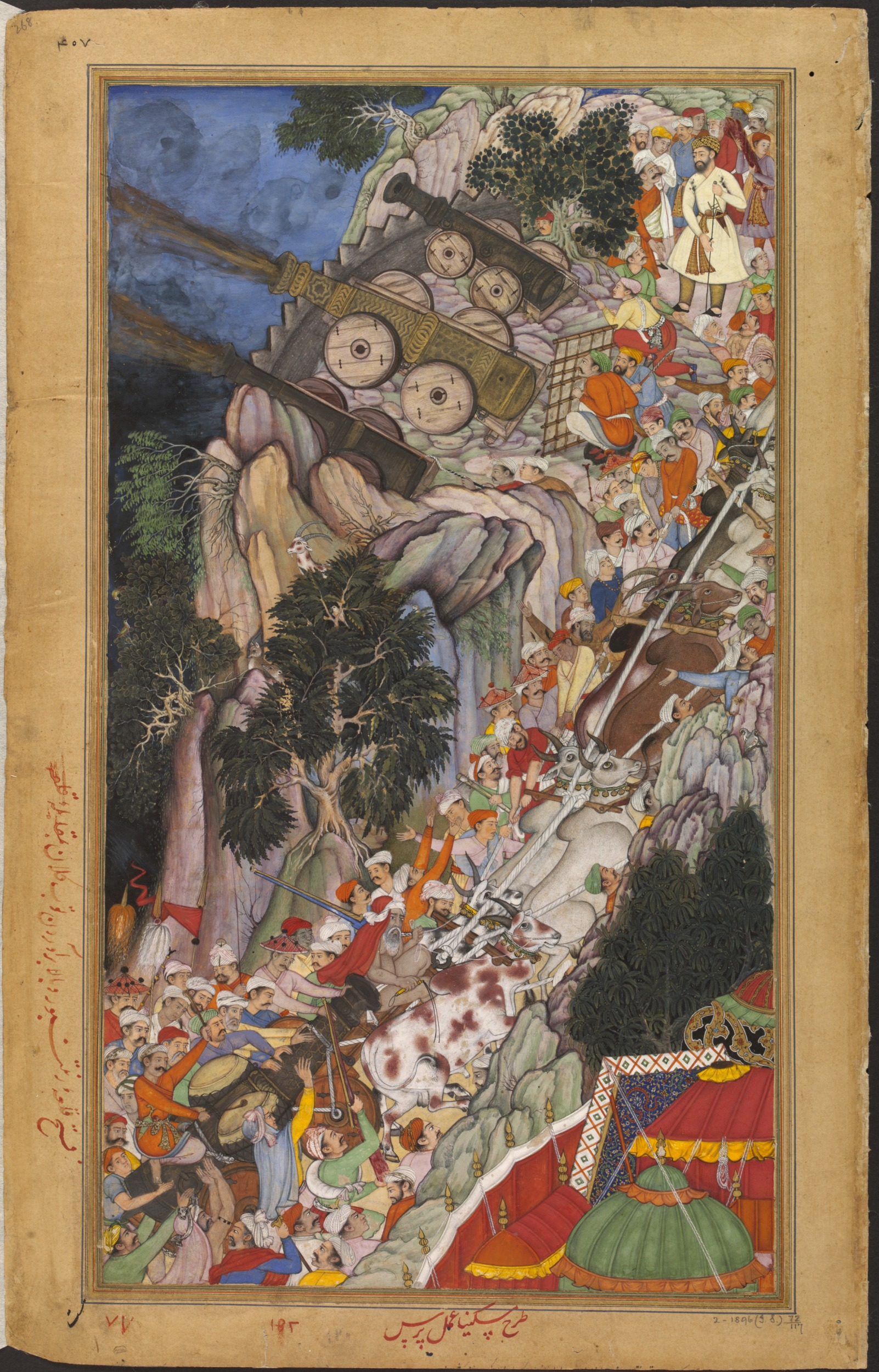
Bullocks arrastrando armas de asedio cuesta arriba durante el ataque de Akbar al Fuerte Ranthambhor en 1568

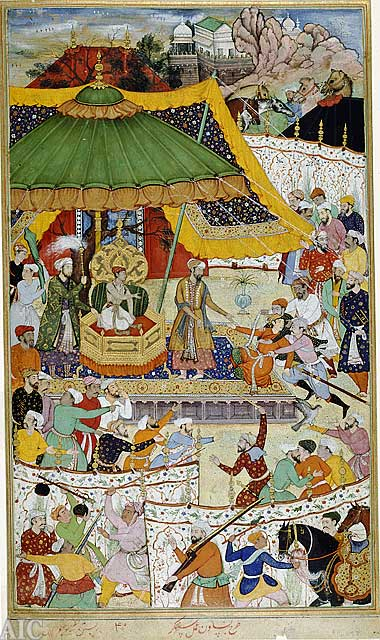
La corte del joven Akbar, de 13 años, mostrando su primer acto imperial: el arresto de un cortesano rebelde, que una vez fue el favorito del padre de Akbar. Ilustración de un manuscrito del Akbarnama.

Después de sus conquistas de Guyarat y Bengala, Akbar estaba preocupado por las preocupaciones domésticas. No abandonó Fatehpur Sikri en una campaña militar hasta 1581, cuando Punjab fue nuevamente invadido por su hermano, Mirza Muhammad Hakim. Akbar expulsó a su hermano a Kabul y esta vez siguió adelante, decidido a poner fin a la amenaza de Muhammad Hakim de una vez por todas. En contraste con el problema que tuvieron sus predecesores para lograr que los nobles mogoles permanecieran en la India, el problema ahora era lograr que se fueran de la India. Según Abul Fazl, tenían "miedo del frío de Afganistán". Los oficiales hindúes, a su vez, también se vieron inhibidos por el tabú tradicional de cruzar el Indo. Akbar, sin embargo, los estimuló. Los soldados recibieron el pago con ocho meses de anticipación. En agosto de 1581, Akbar se apoderó de Kabul y se instaló en la antigua ciudadela de Babur. Allí permaneció tres semanas, en ausencia de su hermano, que había huido a las montañas. Akbar dejó Kabul en manos de su hermana, Bakht-un-Nisa Begum, y regresó a la India. Perdonó a su hermano, que asumió el cargo de facto de la administración mogol en Kabul; Bakht-un-Nis siguió siendo el gobernador oficial. Unos años más tarde, en 1585, Muhammad Hakim murió y Kabul volvió a pasar a manos de Akbar. Fue incorporada oficialmente como provincia del Imperio mogol.
La expedición de Kabul fue el comienzo de un largo período de actividad en las fronteras del norte del imperio. Durante trece años, a partir de 1585, Akbar permaneció en el norte, trasladando su capital a Lahore en el Punjab mientras se enfrentaba a desafíos más allá del paso de Khyber. La amenaza más grave provino de los uzbekos, la tribu que había expulsado a su abuelo, Babur, de Asia Central. Habían sido organizados bajo Abdullah Khan Shaybanid, un capaz jefe militar que había tomado Badakhshan y Balkh de manos de los lejanos parientes Timurid de Akbar, y cuyas tropas uzbecas ahora representaban un serio desafío para las fronteras del noroeste del Imperio mogol. Las tribus afganas en la frontera también estaban inquietas, en parte debido a la hostilidad de los Yusufzai de Bajaur y Swat, y en parte debido a la actividad de un nuevo líder religioso, Bayazid, el fundador de la secta Roshaniyya. También se sabía que los uzbecos estaban subvencionando a los afganos.
En 1586, Akbar negoció un pacto con Abdullah Khan en el que los mogoles acordaron permanecer neutrales durante la invasión uzbeka de los safávidas en el Jorasán. A cambio, Abdullah Khan acordó abstenerse de apoyar, subsidiar u ofrecer refugio a las tribus afganas hostiles a los mogoles. Así liberado, Akbar inició una serie de campañas para pacificar a los Yusufzais y otros rebeldes. Akbar ordenó a Zain Khan que dirigiera una expedición contra las tribus afganas. Raja Birbal, un renombrado ministro de la corte de Akbar, también recibió el mando militar. La expedición resultó ser un desastre, y en su retirada de las montañas, Birbal y su séquito fueron emboscados y asesinados por los afganos en el paso de Malandarai en febrero de 1586. Akbar envió de inmediato nuevos ejércitos para volver a invadir las tierras de Yusufzai bajo el mando de Raja Todar Mal. Durante los siguientes seis años, los mogoles contuvieron a los yusufzai en los valles de las montañas y obligaron a muchos jefes de Swat y Bajaur a someterse. Se construyeron y ocuparon decenas de fuertes para asegurar la región. La respuesta de Akbar demostró su capacidad para mantener un firme control militar sobre las tribus afganas.
A pesar de su pacto con los uzbecos, Akbar alimentó la secreta esperanza de reconquistar Asia Central del Afganistán actual. Sin embargo, Badakshan y Balkh permanecieron firmemente parte de los dominios uzbecos. Solo hubo una ocupación transitoria de las dos provincias por los mogoles bajo su nieto, Sha Jahan, a mediados del siglo XVII. Sin embargo, la estancia de Akbar en las fronteras del norte fue muy fructífera. Las últimas tribus rebeldes afganas fueron sometidas hacia 1600. El movimiento Roshaniyya fue firmemente reprimido. Las tribus Afridi y Orakzai, que se habían levantado bajo los Roshaniyyas, habían sido subyugadas. Los líderes del movimiento fueron capturados y exiliados. Jalaluddin, el hijo del fundador del movimiento Roshaniyya, Bayazid, fue asesinado en 1601 en una pelea con las tropas mogolas cerca de Gazni. El gobierno mogol sobre el Afganistán actual finalmente fue seguro, particularmente después del paso de la amenaza uzbeka con la muerte de Abdullah Khan en 1598.

### Conquistas en el valle del Indo
Mientras estaba en Lahore tratando con los uzbekos, Akbar había tratado de subyugar el valle del Indo para asegurar las provincias fronterizas. Envió un ejército para conquistar Cachemira en la cuenca superior del Indo cuando, en 1585, Ali Shah, el rey reinante de la dinastía Shia Chak, se negó a enviar a su hijo como rehén a la corte mogola. Ali Shah se rindió inmediatamente a los mogoles, pero otro de sus hijos, Yaqub, se coronó a sí mismo como rey y lideró una obstinada resistencia a los ejércitos mogoles. Finalmente, en junio de 1589, el propio Akbar viajó desde Lahore a Srinagar para recibir la rendición de Yaqub y sus fuerzas rebeldes. Baltistán y Ladakh, que eran provincias tibetanas adyacentes a Cachemira, juraron lealtad a Akbar. Los mogoles también se trasladaron a conquistar Sind en el valle inferior del Indo. Desde 1574, la fortaleza norteña de Bhakkar había permanecido bajo control imperial. Ahora, en 1586, el gobernador mogol de Multan intentó sin éxito asegurar la capitulación de Mirza Jani Beg, el gobernante independiente de Thatta en el sur de Sindh. Akbar respondió enviando un ejército mogol para sitiar Sehwan, la capital fluvial de la región. Jani Beg reunió un gran ejército para enfrentarse a los mogoles. Las fuerzas mogoles superadas en número derrotaron a las fuerzas sindhi en la batalla de Sehwan. Después de sufrir más derrotas, Jani Beg se rindió a los mogoles en 1591 y, en 1593, rindió homenaje a Akbar en Lahore.

### Subyugación de partes de Baluchistán
Ya en 1586, alrededor de media docena de jefes baluchi, que todavía estaban bajo el dominio nominal afgano de Pani, habían sido persuadidos de asistir a la corte imperial y reconocer el vasallaje de Akbar. En los preparativos para tomar Kandahar de los safávidas, Akbar ordenó a las fuerzas mogolas conquistar el resto de las partes afganas de Baluchistán en 1595. El general mogol, Mir Masum, dirigió un ataque contra la fortaleza de Sibi, situado al noroeste de Quetta, y derrotó a una coalición de jefes locales en una batalla campal. Fueron hechos para reconocer la supremacía mogol y asistir a la corte de Akbar. Como resultado, las partes de Baluchistán paquistaníes y afganas de hoy en día, incluidas las áreas de la región estratégica de Makrán que se encuentran dentro de ella, se convirtieron en parte del Imperio mogol. Los mogoles que ahora limitaban con los persas gobernaban Kandahar en tres lados.

### Safávidas y Kandahar
Kandahar fue el nombre dado por los historiadores árabes al antiguo reino indio de Gandhara. Estuvo íntimamente relacionado con los mogoles desde la época de su antepasado, Tamerlán, el señor de la guerra que había conquistado gran parte de Asia occidental, central y meridional en el siglo XIV. Sin embargo, los safávidas lo consideraron como un apanage del territorio gobernado por los persas de Jorasán y declararon que su asociación con los emperadores mogoles era una usurpación. En 1558, mientras Akbar consolidaba su dominio sobre el norte de la India, el emperador Safavid, Tahmasp I, se apoderó de Kandahar y expulsó a su gobernador mogol. Durante los siguientes treinta años, permaneció bajo el dominio persa. La recuperación de Kandahar no había sido una prioridad para Akbar, pero después de su prolongada actividad militar en las fronteras del norte, se volvió deseable un movimiento para restaurar el dominio mogol sobre la región. Las conquistas de Sindh, Cachemira y partes de Baluchistán, y la consolidación en curso del poder mogol sobre el Afganistán actual habían aumentado la confianza de Akbar. Además, Kandahar estaba en este momento bajo la amenaza de los uzbecos, pero el emperador de Persia, él mismo asediado por los turcos otomanos, no pudo enviar refuerzos. Las circunstancias favorecieron a los mogoles.
En 1593, Akbar recibió al príncipe safávida exiliado, Rostam Mirza, después de haber peleado con su familia. Rostam Mirza juró lealtad a los mogoles; se le concedió un rango (mansab) de comandante de 5000 hombres y recibió a Multan como jagir. Asediado por constantes incursiones uzbecas, y viendo la recepción de Rostom Mirza en la corte mogol, el príncipe y gobernador safávida de Kandahar, Mozaffar Hosayn, también accedió a desertar a los mogoles. A Mozaffar Hosayn, quien en cualquier caso estaba en una relación de adversario con su señor supremo, Shah Abbas, se le otorgó un rango de 5000 hombres, y su hija Kandahari Begum estaba casada con el nieto de Akbar, el príncipe mogol, Sha Jahan. Kandahar finalmente se aseguró en 1595 con la llegada de una guarnición encabezada por el general mogol, Shah Bayg Khan. La reconquista de Kandahar no alteró abiertamente la relación mogol-persa. Akbar y el persa Shah continuaron intercambiando embajadores y regalos. Sin embargo, la ecuación de poder entre los dos ahora había cambiado a favor de los mogoles.

### Sultanes de Deccan
En 1593, Akbar inició operaciones militares contra los sultanes de Deccan que no se habían sometido a su autoridad. Asedió el Fuerte Ahmednagar en 1595, lo que obligó a Chand Bibi a ceder Berar. Una revuelta posterior obligó a Akbar a tomar el fuerte en agosto de 1600. Akbar ocupó Burhanpur y sitió el Fuerte Asirgarh en 1599, y lo tomó el 17 de enero de 1601, cuando Miran Bahadur Shah se negó a someter Khandesh. Akbar luego estableció los Subá de Ahmadnagar, Berar y Khandesh bajo el príncipe Daniyal. «En el momento de su muerte en 1605, Akbar controlaba una amplia extensión de territorio desde la Bahía de Bengala hasta Qandahar y Badakshan. Tocó el mar occidental en Sind y en Surat y estaba a horcajadas sobre el centro de la India».

## Administración

### Gobierno político
El sistema de gobierno central de Akbar se basó en el sistema que había evolucionado desde el Sultanato de Delhi, pero las funciones de varios departamentos se reorganizaron cuidadosamente estableciendo regulaciones detalladas para su funcionamiento:
- El departamento de ingresos estaba dirigido por un wazir, responsable de todas las finanzas y la gestión de las tierras jagir e inam.
- El jefe de las fuerzas armadas se llamaba mir bakshi, designado entre los principales nobles de la corte. El mir bakshi estaba a cargo de la recopilación de inteligencia y también hacía recomendaciones al emperador para nombramientos y ascensos militares.
- El mir saman estaba a cargo de la casa imperial, incluidos los harenes, y supervisaba el funcionamiento de la corte y la guardia real.
- El poder judicial era una organización separada encabezada por un jefe cadí, que también era responsable de las creencias y prácticas religiosas

### Impuestos
Akbar se propuso reformar la administración de los ingresos por tierras de su imperio mediante la adopción de un sistema que había sido utilizado por Sher Shah Suri. Un área cultivada donde los cultivos crecieron bien se midió y se gravó a través de tasas fijas basadas en el cultivo y la productividad del área. Sin embargo, esto supuso una dificultad para el campesinado porque las tasas impositivas se fijaron sobre la base de los precios prevalecientes en la corte imperial, que a menudo eran más altos que los del campo. Akbar cambió a un sistema descentralizado de evaluación anual, pero esto resultó en corrupción entre los funcionarios locales y fue abandonado en 1580, para ser reemplazado por un sistema llamado dahsala. Con el nuevo sistema, los ingresos se calcularon como un tercio de la producción promedio de los diez años anteriores, que se pagaría al estado en efectivo. Posteriormente, este sistema se perfeccionó, teniendo en cuenta los precios locales y agrupando las áreas con una productividad similar en círculos de evaluación. Se concedía remisión a los campesinos cuando la cosecha fallaba en épocas de inundaciones o sequías. El sistema de dahsala de Akbar (también conocido como zabti ) se le atribuye a Raja Todar Mal, quien también se desempeñó como funcionario de ingresos bajo Sher Shah Suri,  y la estructura de la administración de ingresos fue establecida por este último en un detallado memorándum presentado al emperador en 1582-1583.
Otros métodos locales de evaluación continuaron en algunas áreas. Las tierras en barbecho o sin cultivar se cobraron a tarifas favorables. Akbar también alentó activamente la mejora y extensión de la agricultura. La aldea siguió siendo la unidad principal de evaluación de ingresos. Se exigió a los zamindars de cada área que proporcionaran préstamos e implementos agrícolas en tiempos de necesidad, para alentar a los agricultores a arar la mayor cantidad de tierra posible y sembrar semillas de calidad superior. A su vez, a los zamindars se les otorgó el derecho hereditario de cobrar una parte del producto. Los campesinos tenían el derecho hereditario de cultivar la tierra siempre que pagaran los ingresos de la tierra. Si bien el sistema de evaluación de ingresos mostró preocupación por el pequeño campesinado, también mantuvo un nivel de desconfianza hacia los funcionarios de ingresos. A los funcionarios fiscales se les garantizaba solo tres cuartas partes de su salario, y la cuarta parte restante dependía de la plena realización de los ingresos evaluados.

### Organización militar
Akbar organizó su ejército y la nobleza mediante un sistema llamado mansabdari. Bajo este sistema, a cada oficial del ejército se le asignaba un rango (un mansabdar) y se le asignaba un número de caballería que tenía que suministrar al ejército imperial. Los mansabdars se dividieron en 33 clases. Los tres primeros rangos de mando, que iban desde 7000 a 10000 soldados, estaban normalmente reservados para los príncipes. Otros rangos entre 10 y 5000 fueron asignados a otros miembros de la nobleza. El ejército permanente del imperio era bastante pequeño y las fuerzas imperiales consistían principalmente en contingentes mantenidos por los mansabdars. Las personas normalmente eran designadas para un mansab bajo y luego promovidas, en función de sus méritos y del favor del emperador. Se requería que cada mansabdar mantuviera un cierto número de soldados de caballería y el doble de ese número de caballos. El número de caballos era mayor porque había que descansarlos y reemplazarlos rápidamente en tiempos de guerra. Akbar empleó medidas estrictas para garantizar que la calidad de las fuerzas armadas se mantuviera en un alto nivel; los caballos se inspeccionaban regularmente y normalmente sólo se empleaban caballos árabes. Los mansabdars estaban bien remunerados por sus servicios y constituían el servicio militar mejor pagado del mundo en ese momento.

### Capital

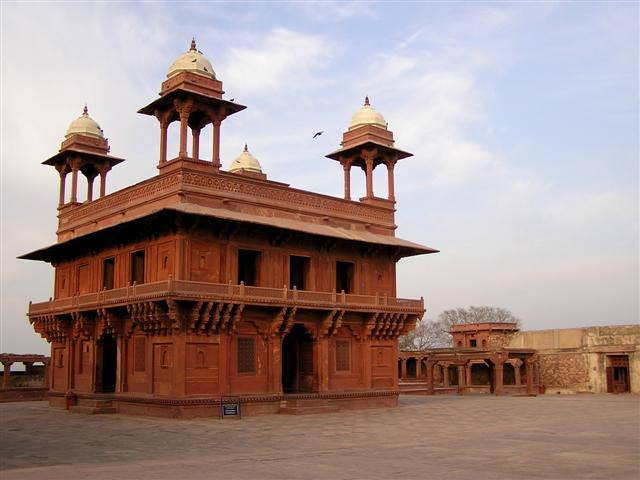
Diwan-i-Khas (Salón de audiencias privadas) en Fatehpur Sikri

Akbar era un seguidor de Salim Chishti, un hombre santo que vivía en la región de Sikri cerca de Agra. Creyendo que la zona era afortunada para él, hizo construir allí una mezquita para el uso del sacerdote. Posteriormente, celebró las victorias sobre Chittor y Ranthambore sentando las bases de una nueva capital amurallada, a 23 millas (37 km) al oeste de Agra en 1569, que fue nombrada Fatehpur (" ciudad de la victoria ") después de la conquista de Guyarat en 1573. Posteriormente llegó a ser conocido como Fatehpur Sikri para distinguirlo de otras ciudades con nombres similares. Allí se construyeron palacios para cada una de las reinas mayores de Akbar, un enorme lago artificial y suntuosos patios llenos de agua. Sin embargo, la ciudad pronto fue abandonada y la capital se trasladó a Lahore en 1585. La razón puede haber sido que el suministro de agua en Fatehpur Sikri era insuficiente o de mala calidad. O, como creen algunos historiadores, Akbar tuvo que atender las áreas noroeste de su imperio y, por lo tanto, trasladó su capital al noroeste. Otras fuentes indican que Akbar simplemente perdió interés en la ciudad o se dio cuenta de que no era defendible militarmente. En 1599, Akbar trasladó su capital a Agra, desde donde reinó hasta su muerte.

## Economía

### Comercio
El reinado de Akbar se caracterizó por la expansión comercial. El gobierno mogol alentó a los comerciantes, brindó protección y seguridad para las transacciones e impuso un derecho de aduana muy bajo para estimular el comercio exterior. Además, se esforzó por fomentar un clima propicio para el comercio al exigir a los administradores locales que proporcionaran restitución a los comerciantes por los bienes robados mientras se encontraban en su territorio. Para minimizar tales incidentes, se alistaron bandas de policías de carreteras llamadas rahdars para patrullar las carreteras y garantizar la seguridad de los comerciantes. Otras medidas activas tomadas incluyeron la construcción y protección de rutas de comercio y comunicaciones. De hecho, Akbar haría esfuerzos concertados para mejorar las carreteras para facilitar el uso de vehículos con ruedas a través del Paso Khyber, la ruta más popular frecuentada por comerciantes y viajeros que viajan desde Kabul a la India mogol. También ocupó estratégicamente las ciudades del noroeste de Multan y Lahore en el Punyab y construyó grandes fortalezas, como la de Attock, cerca del cruce de Grand Trunk Road y el río Indo, así como una red de fortalezas más pequeñas llamadas thanas a lo largo de la frontera para asegurar el comercio terrestre con Persia y Asia Central.

### Monedas

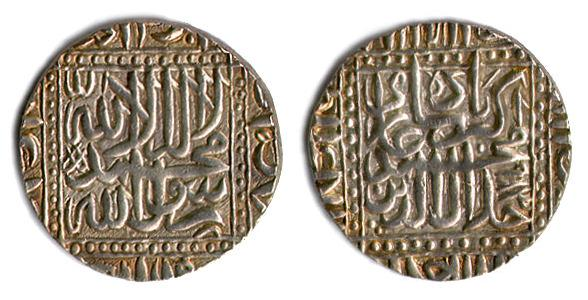
Moneda de plata de Akbar con inscripciones de la Shahada, la declaración dice: «No hay más dios que Alá, y Mahoma es el mensajero de Alá».

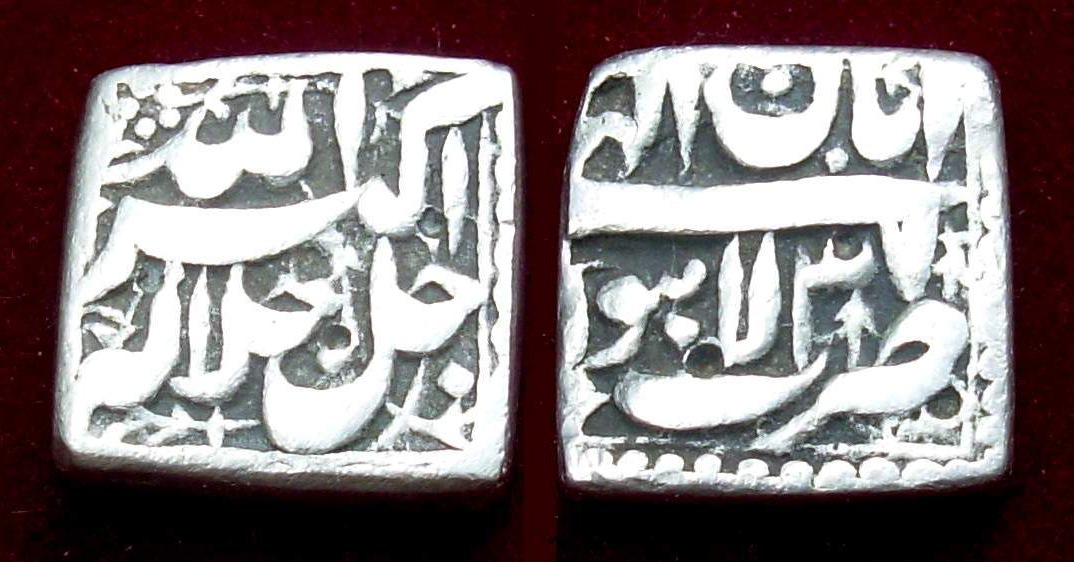
Rupia cuadrada de plata de Akbar, ceca de Lahore, acuñada en el mes de Aban de Ilahi

Akbar fue un gran innovador en lo que a acuñación se refiere. Las monedas de Akbar establecieron un nuevo capítulo en la historia numismática de la India. Las monedas del abuelo de Akbar, Babur, y del padre, Humayun, son básicas y carecen de cualquier innovación, ya que el primero estaba ocupado estableciendo las bases del gobierno mogol en la India, mientras que el segundo fue derrocado por el afgano Sher Shah Suri. y regresó al trono solo para morir un año después. Si bien el reinado de Babur y Humayun representó confusión, el reinado relativamente largo de 50 años de Akbar le permitió experimentar con la acuñación.
Akbar introdujo monedas con motivos florales decorativos, bordes punteados, cuatrifolio y otros tipos. Sus monedas eran redondas y cuadradas con una moneda única con forma de 'mehrab' (rombo) que resaltaba la caligrafía numismática en su máxima expresión. La moneda de oro tipo retrato de Akbar (Mohur) se atribuye generalmente a su hijo, el príncipe Salim (más tarde emperador Jahangir), que se rebeló y luego buscó la reconciliación acuñando y presentando a su padre el oro de Mohur con el retrato de Akbar. La visión tolerante de Akbar está representada por el tipo de moneda de plata 'Ram-Sita', mientras que durante la última parte del reinado de Akbar, se acuñaron monedas que representan el concepto de la religión recién promovida de Akbar 'Din-e-ilahi' con el tipo Ilahi y Jalla. Monedas tipo Jalal-Hu.
Estos conceptos innovadores introducidos por Akbar que sentaron el precedente para las monedas mogolas fueron refinadas y perfeccionadas por su hijo, Jahangir, y más tarde por su nieto, Shah Jahan.

## Diplomacia

### Alianzas matrimoniales
La práctica de concertar matrimonios entre princesas hindúes y reyes musulmanes se conocía mucho antes de la época de Akbar, pero en la mayoría de los casos estos matrimonios no dieron lugar a relaciones estables entre las familias involucradas, y las mujeres se perdieron para sus familias y no regresaron después del matrimonio.

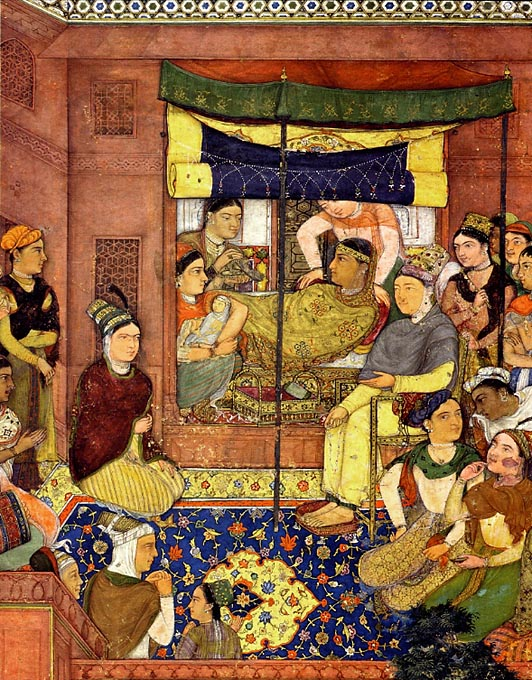
Nacimiento de Salim, el futuro emperador Jahangir

Sin embargo, la política de Akbar de alianzas matrimoniales marcó una desviación en la India de la práctica anterior en el sentido de que el matrimonio en sí marcó el comienzo de un nuevo orden de relaciones, en el que los hindúes Rajputs que casaron a sus hijas o hermanas con él serían tratados a la par con sus suegros y cuñados musulmanes en todos los aspectos excepto en poder cenar y rezar con él o tomar esposas musulmanas. Estos rajputs se convirtieron en miembros de su corte y el matrimonio de sus hijas o hermanas con un musulmán dejó de ser un signo de degradación, a excepción de ciertos elementos orgullosos que todavía lo consideraban un signo de humillación.
El Kacchwaha Rajput, Raja Bharmal, del pequeño reino de Amber, que había llegado a la corte de Akbar poco después de la adhesión de este último, firmó una alianza dando a su hija en matrimonio al emperador. Bharmal fue nombrado noble de alto rango en la corte imperial, y posteriormente su hijo Bhagwant Das y su nieto Man Singh también ascendieron a altos rangos en la nobleza.
Otros reinos de Rajput también establecieron alianzas matrimoniales con Akbar, pero no se insistió en el matrimonio como condición previa para formar alianzas. Dos clanes principales de Rajput se mantuvieron al margen: los Sisodiyas de Mewar y Hadas de Ranthambore. En otro punto de inflexión del reinado de Akbar, Raja Man Singh I de Amber fue con Akbar a encontrarse con el líder Hada, Surjan Hada, para realizar una alianza. Surjan aceptó una alianza con la condición de que Akbar no se casara con ninguna de sus hijas. En consecuencia, no se firmó ninguna alianza matrimonial, pero Surjan se convirtió en noble y se puso a cargo de Garh-Katanga.
El efecto político de estas alianzas fue significativo. Si bien algunas mujeres Rajput que ingresaron al harén de Akbar se convirtieron al islam, generalmente se les proporcionó total libertad religiosa, y sus parientes, que continuaron siendo hindúes, formaron una parte significativa de la nobleza y sirvieron para articular las opiniones de la mayoría de la población común en la corte imperial. La interacción entre los nobles hindúes y musulmanes en la corte imperial resultó en el intercambio de pensamientos y la fusión de las dos culturas. Además, las nuevas generaciones de la línea mogol representaron una fusión de sangre mogol y Rajput, fortaleciendo así los lazos entre los dos. Como resultado, los Rajput se convirtieron en los aliados más fuertes de los mogoles, y los soldados y generales de Rajput lucharon por el ejército mogol bajo Akbar, liderándolo en varias campañas, incluida la conquista de Guyarat en 1572. La política de tolerancia religiosa de Akbar aseguró que el empleo en la administración imperial estaba abierto a todos por mérito independientemente del credo, y esto condujo a un aumento en la fuerza de los servicios administrativos del imperio.
Otra leyenda es que la hija de Akbar, Meherunnissa, estaba enamorada de Tansen y tuvo un papel en su llegada a la corte de Akbar. Tansen se convirtió al islam desde el hinduismo, aparentemente en vísperas de su matrimonio con la hija de Akbar.

## Relaciones exteriores

### Relaciones con los portugueses

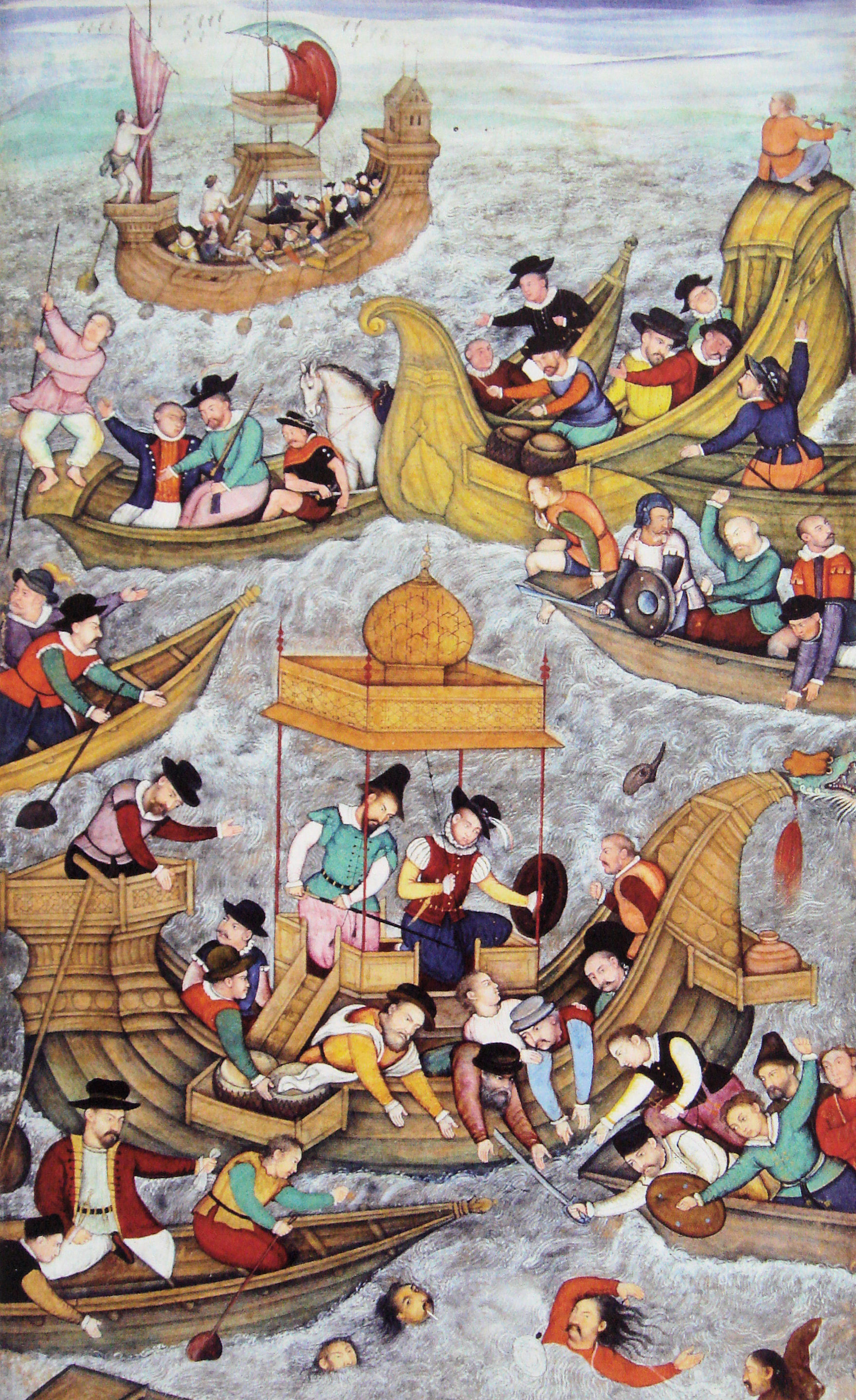
Muerte de Bahadur Shah de Gujarat en Diu, frente a los portugueses en 1537

En el momento de la ascensión de Akbar en 1556, los portugueses habían establecido varias fortalezas y fábricas en la costa occidental del subcontinente, y en gran medida controlaban la navegación y el comercio marítimo en esa región. Como consecuencia de este colonialismo, todas las demás entidades comerciales estaban sujetas a los términos y condiciones de los portugueses, y esto fue resentido por los gobernantes y comerciantes de la época, incluido Bahadur Shah de Gujarat.
En el año 1572, el Imperio mogol anexó Guyarat y adquirió su primer acceso al mar después de que los funcionarios locales informaran a Akbar que los portugueses habían comenzado a ejercer control en el Océano Índico. Por tanto, Akbar era consciente de la amenaza que suponía la presencia de los portugueses y se contentó con obtener un Cartaz (permiso) de ellos para navegar en la región del Golfo Pérsico. En la reunión inicial de los mogoles y los portugueses durante el asedio de Suraten 1572, los portugueses, reconociendo la fuerza superior del ejército mogol, optaron por adoptar la diplomacia en lugar de la guerra. El gobernador portugués, a petición de Akbar, le envió un embajador para entablar relaciones amistosas. Los esfuerzos de Akbar para comprar y asegurar de los portugueses algunas de sus piezas de artillería compactas no tuvieron éxito y, por lo tanto, Akbar no pudo establecer la armada mogol a lo largo de la costa de Guyarat.
Akbar aceptó la oferta de la diplomacia, pero los portugueses afirmaron continuamente su autoridad y poder en el Océano Índico; de hecho, Akbar estaba muy preocupado cuando tuvo que solicitar un permiso a los portugueses antes de que cualquier barco del Imperio mogol partiera para la peregrinación del Hach a La Meca y Medina. En 1573, emitió un firmán que ordenaba a los funcionarios administrativos de Mughal en Guyarat que no provocaran a los portugueses en el territorio que ocupaban en Damán. Los portugueses, a su vez, emitieron pases para que los miembros de la familia de Akbar realizaran el Hayy a La Meca. Los portugueses mencionaron el estatus extraordinario del buque y el estatus especial que se otorgará a sus ocupantes.
En septiembre de 1579 se invitó a jesuitas de Goa a visitar la corte de Akbar. El emperador hizo que sus escribas tradujeran el Nuevo Testamento y concedió a los jesuitas la libertad de predicar el Evangelio. Uno de sus hijos, el sultán Murad Mirza, fue confiado a Antonio de Montserrat para su educación. Mientras debatían en la corte, los jesuitas no se limitaron a exponer sus propias creencias, sino que también injuriaron al Islam y a Mahoma. Sus comentarios enfurecieron a los imanes y a la Ulema, quienes se opusieron a los comentarios, pero Akbar ordenó que se registraran sus comentarios y observó a los jesuitas y su comportamiento con atención. Este evento fue seguido por una rebelión de clérigos musulmanes en 1581 dirigida por Mullah Muhammad Yazdi y Muiz-ul-Mulk, el jefe Cadí de Bengala. Los rebeldes querían derrocar a Akbar e instaurar a su hermano Mirza Muhammad Hakim, gobernante de Kabul, en el trono mogol. Akbar derrotó con éxito a los rebeldes, pero se había vuelto más cauteloso con sus invitados y sus proclamas, que luego verificó cuidadosamente con sus asesores.

### Relaciones con el Imperio otomano

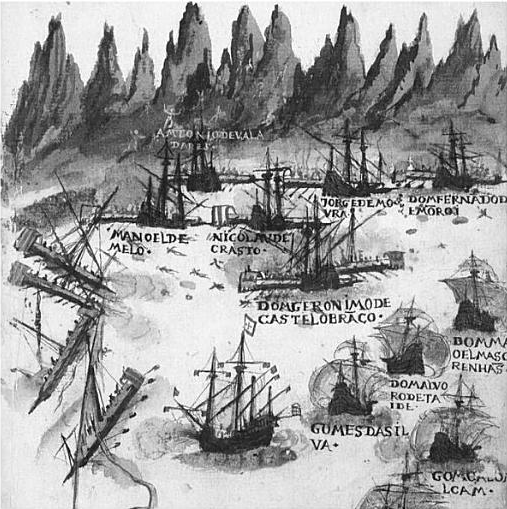
Emboscada portuguesa contra las galeras de Seydi Ali Reis (aliados de Akbar) en el Océano Índico.

En 1555, cuando Akbar todavía era un niño, el almirante otomano Seydi Ali Reis visitó al emperador mogol Humayun. En 1569, durante los primeros años del gobierno de Akbar, otro almirante otomano Kurtoğlu Hızır Reis llegó a las costas del Imperio mogol. Estos almirantes otomanos buscaron acabar con las crecientes amenazas del Imperio portugués durante sus campañas en el Océano Índico. Durante su reinado, se sabe que el propio Akbar envió seis documentos dirigidos al sultán otomano Solimán el Magnífico.
En 1576, Akbar envió un gran contingente de peregrinos encabezados por Khwaja Sultan Naqshbandi, Yahya Saleh, con 600.000 monedas de oro y plata y 12.000 caftanes de honor y grandes envíos de arroz. En octubre de 1576 Akbar envió una delegación que incluía a miembros de su familia, incluida su tía Gulbadan Begum y su consorte Salima, en Hajj en dos barcos de Surat, incluido un barco otomano, que llegó al puerto de Yeda en 1577. Luego prosiguió hacia La Meca y Medina. Se enviaron cuatro caravanas más entre 1577 y 1580, con exquisitos obsequios para las autoridades de La Meca y Medina.
El séquito imperial mogol permaneció en La Meca y Medina durante casi cuatro años y asistió al Hajj cuatro veces. Durante este período, Akbar financió las peregrinaciones de muchos musulmanes pobres del Imperio mogol y también financió las fundaciones de la logia derviche de la orden sufí Qadiriyya en Hijaz. Los mogoles finalmente partieron hacia Surat, y su regreso fue asistido por el Bajá otomano en Yeda. Debido a los intentos de Akbar de construir la presencia mogola en La Meca y Medina, los Sharif locales comenzaron a tener más confianza en el apoyo financiero proporcionado por el Imperio mogol, disminuyendo su dependencia de la generosidad otomana. El comercio mogol-otomano también floreció durante este período; de hecho, se sabe que los comerciantes leales a Akbar llegaron a Alepo después de viajar río arriba a través del puerto de Basora.
Según algunos relatos, Akbar expresó su deseo de formar una alianza con los portugueses, principalmente para promover sus intereses, pero cada vez que los portugueses intentaron invadir a los otomanos, Akbar fracasó. En 1587, una flota portuguesa enviada a atacar Yemen fue ferozmente derrotada y derrotada por la Armada Otomana; a partir de entonces, la alianza mogol-portuguesa se derrumbó inmediatamente, principalmente debido a la continua presión de los prestigiosos vasallos del Imperio mogol en Jandira.

### Relaciones con la dinastía safávida

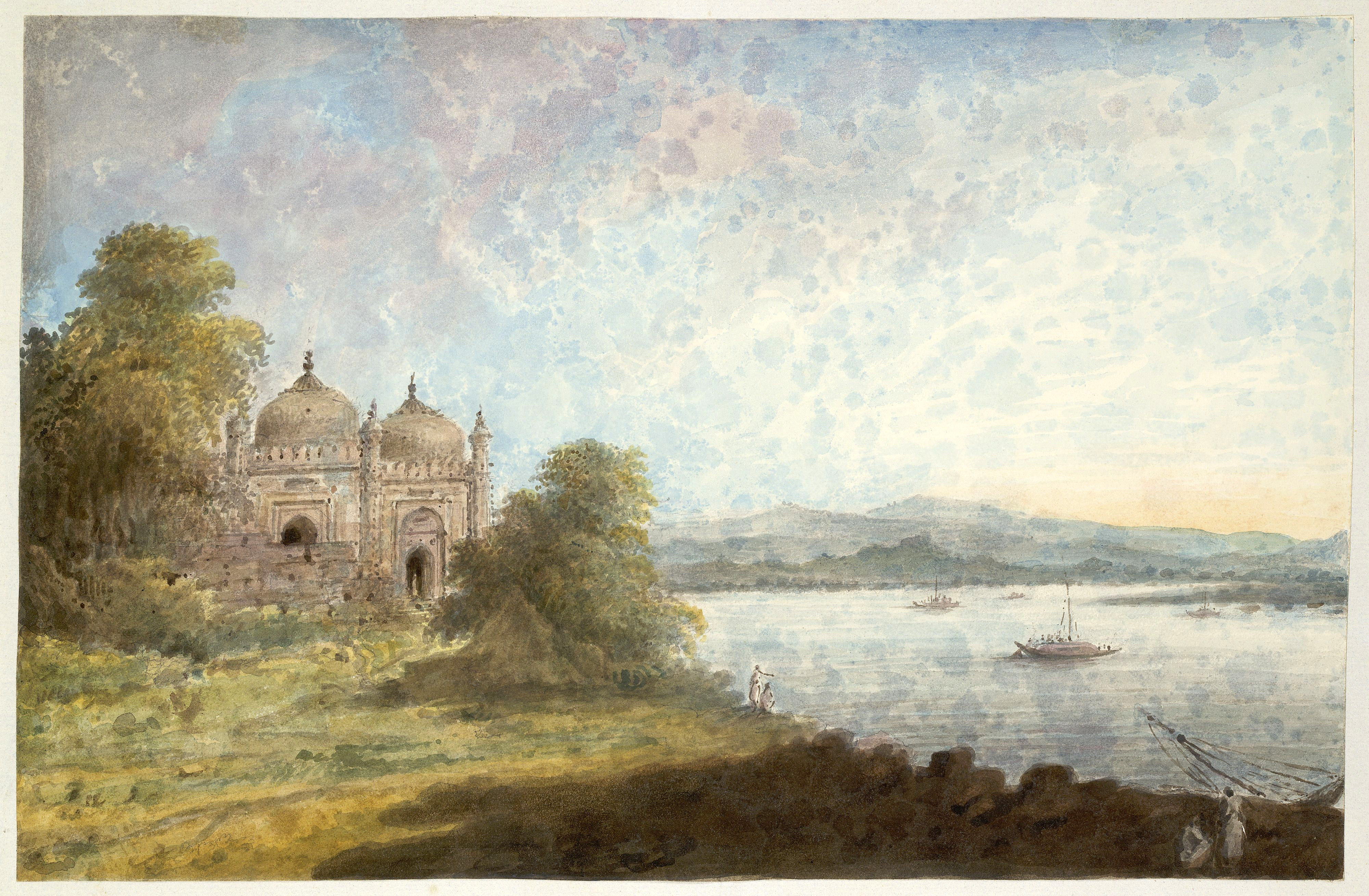
La mezquita Akbari, con vistas al Ganges

Los safávidas y los mogoles tenían una larga historia de relaciones diplomáticas, y el gobernante safávida Tahmasp I había proporcionado refugio a Humayun cuando tuvo que huir del subcontinente indio tras su derrota ante Sher Shah Suri. Sin embargo, los safávidas se diferenciaron de los mogoles y otomanos sunitas en seguir la secta chiita del Islam. Una de las disputas más duraderas entre los safávidas y los mogoles se refería al control de la ciudad de Kandahar en la región de Hindú Kush, que formaba la frontera entre los dos imperios. La región de Hindukush fue militarmente muy importante debido a su geografía, y esto fue bien reconocido por los estrategas de la época. En consecuencia, la ciudad, que estaba siendo administrada por Bairam Khan en el momento de la adhesión de Akbar, fue invadida y capturada por el gobernante persa Husain Mirza, un primo de Tahmasp I, en 1558. Posteriormente, Bairam Khan envió un enviado a la corte de Tahmasp I en un esfuerzo por mantener relaciones pacíficas con los safávidas. Este gesto fue correspondido y una relación cordial continuó prevaleciendo entre los dos imperios durante las dos primeras décadas del reinado de Akbar. Sin embargo, la muerte de Tahmasp I en 1576 resultó en una guerra civil e inestabilidad en el imperio safávida, y las relaciones diplomáticas entre los dos imperios cesaron durante más de una década. Fueron restaurados solo en 1587 después de la ascensión de Sha Abbas al trono safávido. Poco después, el ejército de Akbar completó su anexión de Kabul, y para asegurar aún más las fronteras noroccidentales de su imperio, procedió a Qandahar. La ciudad capituló sin resistencia el 18 de abril de 1595 y el gobernante Muzaffar Hussain se trasladó a la corte de Akbar. Qandahar siguió estando en posesión de los mogoles, y el Hindukush la frontera occidental del imperio, durante varias décadas hasta la expedición de Sha Jahan a Badakhshan en 1646. Las relaciones diplomáticas continuaron manteniéndose entre las cortes safávida y mogola hasta el final del reinado de Akbar.

### Relaciones con otros reinos contemporáneos
Vincent Arthur Smith observa que el comerciante Mildenhall fue empleado en 1600 mientras el establecimiento de la Compañía se estaba ajustando para llevar una carta de la reina Isabel a Akbar solicitando libertad para comerciar en sus dominios en términos tan buenos como los que disfrutaban los portugueses.
Akbar también fue visitado por el explorador francés Pierre Malherbe.

## Religión

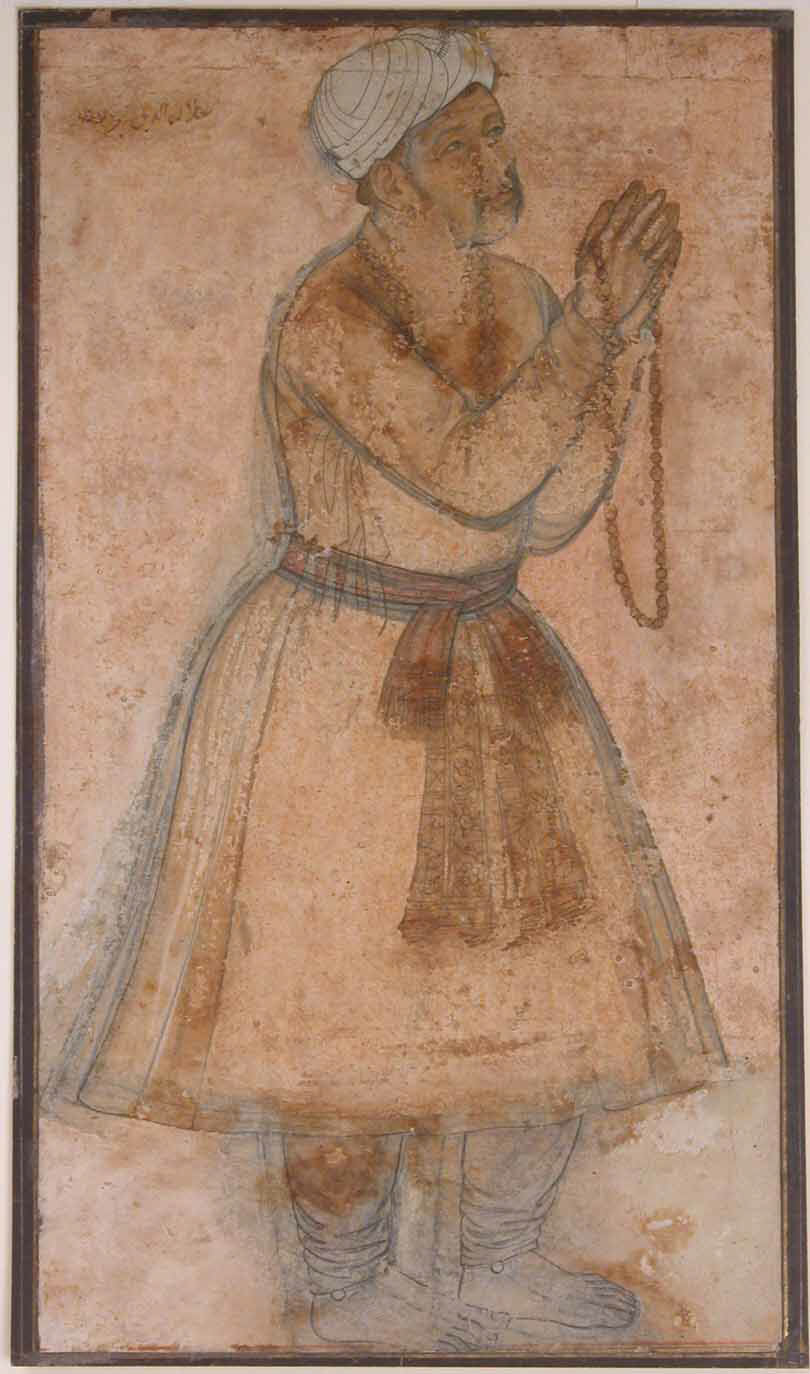
Retrato del emperador mogol Akbar en una oración de Dua.

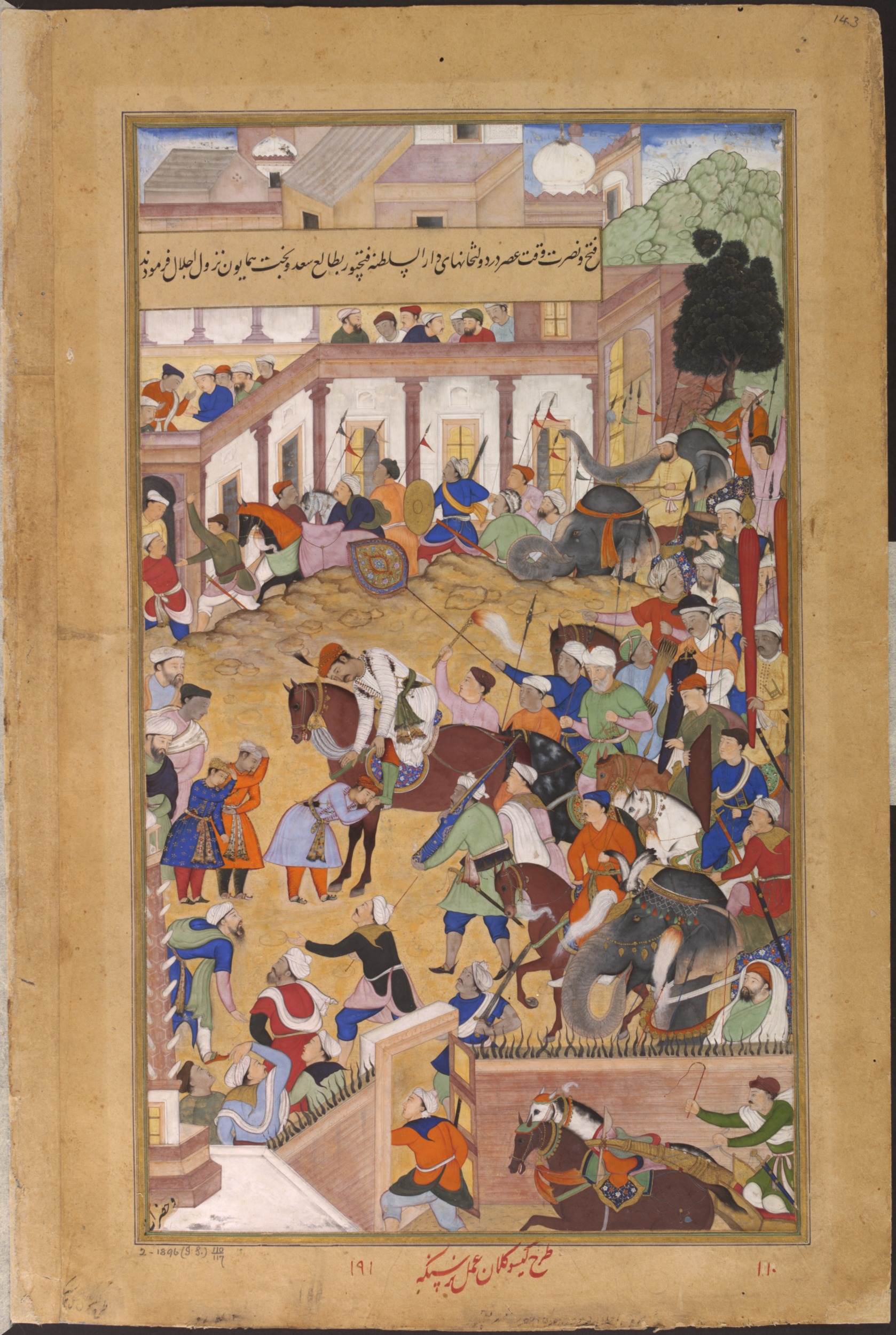
El emperador mogol Akbar da la bienvenida a su hijo, el príncipe Salim en Fatehpur Sikri (Akbarnama).

Se cree que Akbar, así como su madre y otros miembros de su familia, eran musulmanes sunitas hanafies. Sus primeros días transcurrieron en el contexto de una atmósfera en la que se alentaban los sentimientos liberales y la estrechez de miras religiosa estaba mal vista. Desde el siglo XV, varios gobernantes en varias partes del país adoptaron una política más liberal de tolerancia religiosa, intentando fomentar la armonía comunitaria entre hindúes y musulmanes. Estos sentimientos fueron alentados anteriormente por las enseñanzas de santos populares como Guru Nanak, Kabir y Chaitania Los versos del poeta persa Hafez que defendían la simpatía humana y una perspectiva liberal, así como el espíritu timurí de tolerancia religiosa en el imperio, persistieron en la política desde los tiempos de Tamerlán hasta Humayun, e influyó en la política de tolerancia de Akbar en materia de religión.  Además, sus tutores de la infancia, que incluían a dos chiitas iraníes, estaban en gran medida por encima de los prejuicios sectarios e hicieron una contribución significativa a la posterior inclinación de Akbar hacia la tolerancia religiosa.
Akbar patrocinó debates religiosos entre diferentes grupos musulmanes (sunitas, chiitas, ismaelitas y sufis), parsis, hindúes (shivaitas y visnues), sijs, jainistas, judíos, jesuitas y materialistas, pero era parcial al sufismo y proclamó que 'la sabiduría del Vedanta es la sabiduría del sufismo'.
Cuando estuvo en Fatehpur Sikri, mantuvo discusiones porque le encantaba saber sobre las creencias religiosas de los demás. En uno de esos días se enteró de que las personas religiosas de otras religiones a menudo eran intolerantes con las creencias religiosas de los demás. Esto lo llevó a formarse la idea de la nueva religión, Din-i Ilahi que significa paz universal. Su idea de esta religión no discriminó a otras religiones y se centró en las ideas de paz, unidad y tolerancia. Intentó que se reconciliaran las diferencias entre las distintas creencias, incorporando tanto nociones del islam como del hinduismo, pero nunca salió de la Corte y desapareció con su muerte.

### Asociación con la aristocracia musulmana
Durante la primera parte de su reinado, Akbar adoptó una actitud de represión hacia las sectas musulmanas que fueron condenadas por la ortodoxia como heréticas. En 1567, siguiendo el consejo de Shaikh Abdu'n Nabi, ordenó la exhumación de Mir Murtaza Sharifi Shirazi, un chiita enterrado en Delhi, debido a la proximidad de la tumba a la de Jursan Amir, argumentando que un "hereje" no podía ser enterrado tan cerca de la tumba de un santo sunita, lo que refleja una actitud restrictiva hacia los chiitas, que continuó persistiendo hasta principios de la década de 1570. Suprimió el Mahdavismo en 1573 durante su campaña en Guyarat, en el curso de la cual el líder Mahdavi Bandagi Miyan Sheik Mustafa fue arrestado y llevado al tribunal para debatirlo con cadenas y liberado después de dieciocho meses. Sin embargo, a medida que Akbar estuvo cada vez más bajo la influencia del misticismo sufí panteísta de principios de la década de 1570, causó un gran cambio en su perspectiva y culminó en su cambio del Islam ortodoxo como se profesa tradicionalmente, a favor de un nuevo concepto del Islam que trasciende los límites de la religión. En consecuencia, durante la última mitad de su reinado, adoptó una política de tolerancia hacia los chiitas y declaró la prohibición del conflicto chiita-sunita, y el imperio permaneció neutral en cuestiones de conflicto interno sectario. En el año 1578, el emperador mogol Akbar se refirió a sí mismo como:

Emperador del Islam, Emir de los Fieles, Sombra de Dios en la tierra, Abul Fath Jalal-ud-din Muhammad Akbar Badshah Ghazi (cuyo imperio Alá perpetuó), es un gobernante sumamente justo, sabio y temeroso de Dios.

En 1580, estalló una rebelión en la parte oriental del imperio de Akbar, y los cadíes emitieron una serie de fetuas que declaraban que Akbar era un hereje. Akbar reprimió la rebelión y entregó severos castigos a los cadies. Para fortalecer aún más su posición en el trato con los Qazis, Akbar emitió un mazhar, o declaración, que fue firmada por todos los principales ulemas en 1579. El mahzar afirmó que Akbar era el califa de la época, un rango superior que el de un Mujtahid: en caso de una diferencia de opinión entre los Mujtahids, Akbar podría elegir cualquier opinión y también podría emitir decretos que no fueran en contra de la nass. Dados los conflictos sectarios islámicos que prevalecían en varias partes del país en ese momento, se cree que Mazhar ayudó a estabilizar la situación religiosa en el imperio. Hizo a Akbar muy poderoso debido a la supremacía total otorgada al Khalifa por el Islam, y también lo ayudó a eliminar la influencia religiosa y política del Khalifa otomano sobre sus súbditos, asegurando así su total lealtad hacia él.
Siempre que Akbar asistía a las congregaciones en una mezquita, se hacía la siguiente proclamación:

El Señor me dio el Reino, me hizo sabio, fuerte y valiente, me guía a través de la justicia y la verdad, llenando mi mente con el amor de la verdad, ninguna alabanza del hombre podría resumir su estado, Allah Hu Akbar, Dios es grande.

### Din-i-Ilahi

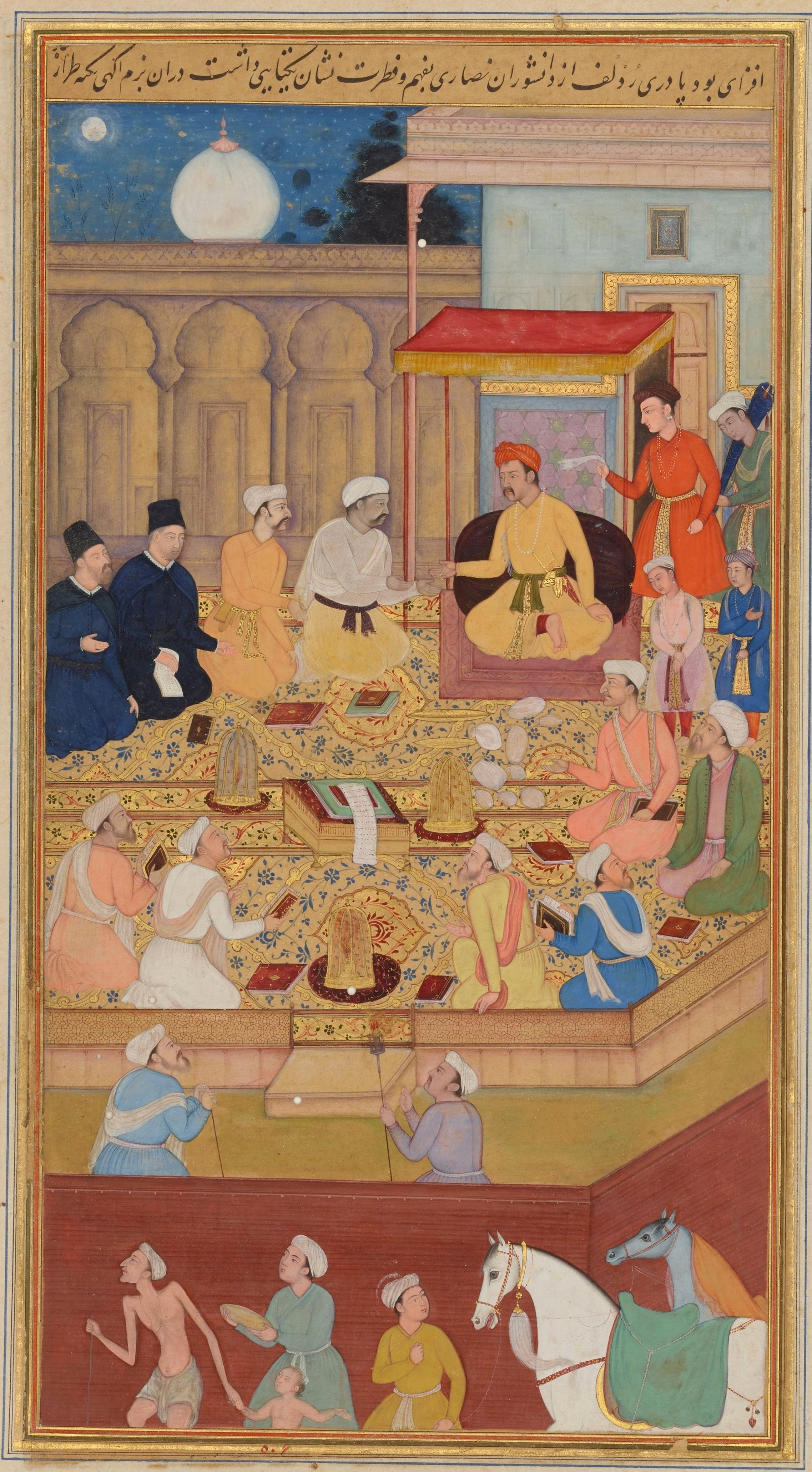
Akbar celebra una asamblea religiosa de diferentes religiones en Ibadat Khana en Fatehpur Sikri.

Akbar estaba profundamente interesado en cuestiones religiosas y filosóficas. Musulmán ortodoxo al principio, más tarde llegó a ser influenciado por el misticismo sufí que se predicaba en el país en ese momento, y se alejó de la ortodoxia, nombrando en su corte a varias personas talentosas con ideas liberales, incluidos Abul Fazl, Faizi y Birbal. En 1575, construyó una sala llamada Ibadat Khana ("Casa de Adoración") en Fatehpur Sikri, a la que invitó a teólogos, místicos y cortesanos seleccionados reconocidos por sus logros intelectuales y discutió asuntos de espiritualidad con ellos. Estas discusiones, inicialmente restringidas a los musulmanes, fueron amargas y resultaron en que los participantes se gritaran y se insultaran unos a otros. Molesto por esto, Akbar abrió el Ibadat Khana a personas de todas las religiones, así como a ateos, lo que resultó en que el alcance de las discusiones se ampliara y se extendiera incluso a áreas como la validez del Corán y la naturaleza de Dios. Esto sorprendió a los teólogos ortodoxos, que intentaron desacreditar a Akbar haciendo circular rumores sobre su deseo de abandonar el Islam.
El esfuerzo de Akbar por desarrollar un punto de encuentro entre los representantes de varias religiones no tuvo mucho éxito, ya que cada uno de ellos intentó afirmar la superioridad de sus respectivas religiones denunciando otras religiones. Mientras tanto, los debates en el Ibadat Khana se volvieron más enconados y, contrariamente a su propósito de conducir a una mejor comprensión entre las religiones, en cambio condujeron a una mayor amargura entre ellas, lo que resultó en la interrupción de los debates de Akbar en 1582. Sin embargo, su interacción con varios teólogos religiosos lo había convencido de que, a pesar de sus diferencias, todas las religiones tenían varias buenas prácticas, que buscó combinar en un nuevo movimiento religioso conocido como Din-i-Ilahi.
Algunos eruditos modernos afirman que Akbar no inició una nueva religión sino que introdujo lo que el Dr. Oscar R. Gómez llama la perspectiva transteísta del budismo tántrico tibetano, y que no usó la palabra Din-i-Ilahi. Según los acontecimientos contemporáneos en la corte mogol, Akbar estaba de hecho enojado por los actos de malversación de riquezas por parte de muchos clérigos musulmanes de alto nivel.
El supuesto Din-i-Ilahi era más un sistema ético y se dice que prohíbe la lujuria, la sensualidad, la calumnia y el orgullo, considerándolos como pecados. La piedad, la prudencia, la abstinencia y la bondad son las virtudes fundamentales. Se anima al alma a purificarse mediante el anhelo de Dios. Se respetó el celibato, se impuso la castidad, se prohibió la matanza de animales y no existían escrituras sagradas ni jerarquía sacerdotal. Sin embargo, un noble líder de la corte de Akbar, Aziz Koka, le escribió una carta desde La Meca en 1594 argumentando que el discipulado promovido por Akbar no era más que un deseo por parte de Akbar de retratar su superioridad en asuntos religiosos. Para conmemorar a Din-e-Ilahi, cambió el nombre de Prayag a Allahabad (pronunciado como ilahabad ) en 1583.
Se ha argumentado que la teoría de que Din-i-Ilahi es una nueva religión fue un concepto erróneo que surgió debido a traducciones erróneas de la obra de Abul Fazl por parte de historiadores británicos posteriores.  Sin embargo, también se acepta que la política de sulh-e-kul, que formó la esencia de Din-i-Ilahi, fue adoptada por Akbar no solo con fines religiosos sino como parte de la política administrativa imperial general. Esto también formó la base de la política de tolerancia religiosa de Akbar. En el momento de la muerte de Akbar en 1605 no había signos de descontento entre sus súbditos musulmanes, y la impresión de incluso un teólogo como Abdu'l Haq era que permanecían estrechos lazos.

### Relación con los hindúes

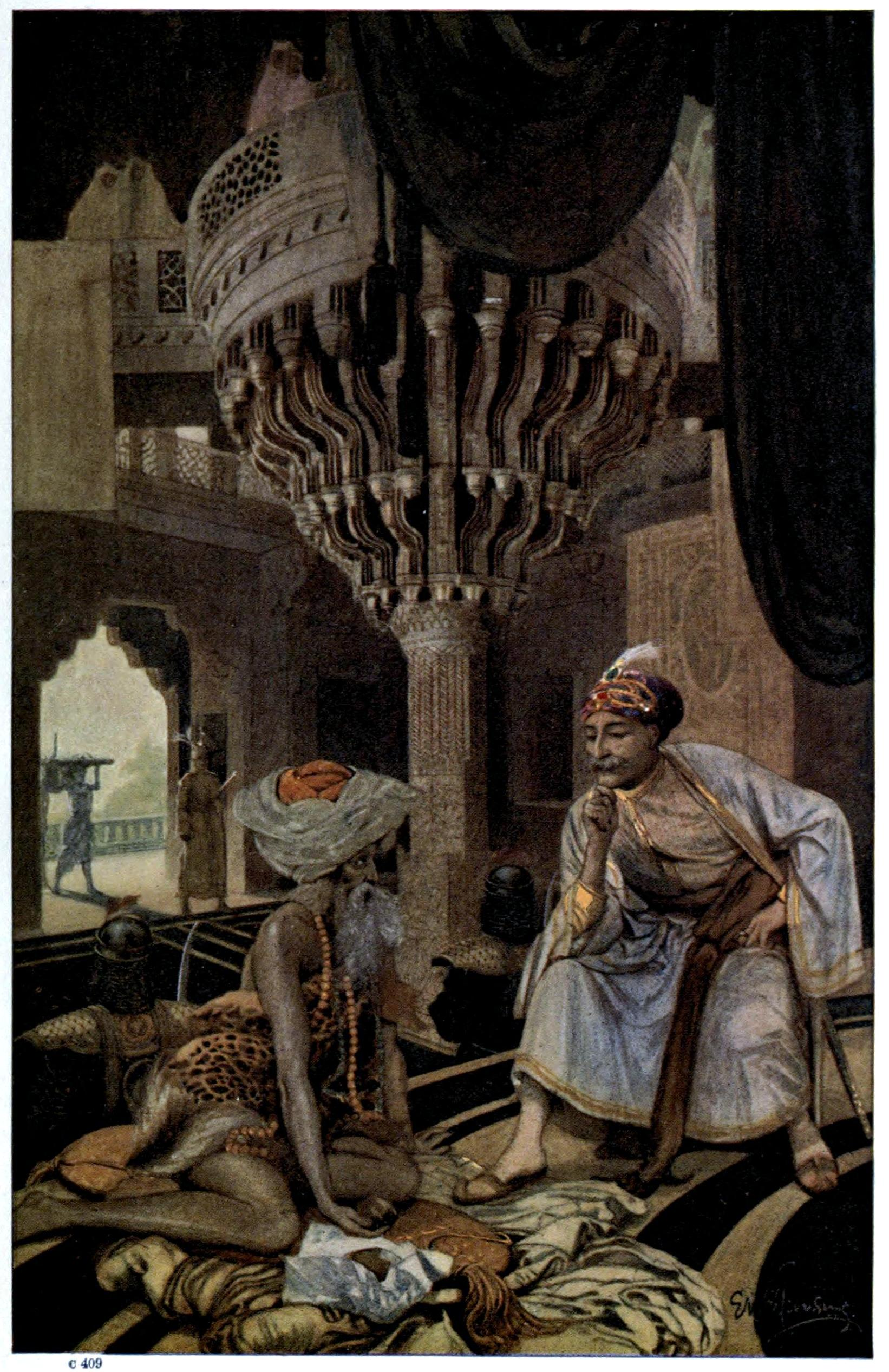
El gran magnate discurriendo con un humilde faquir

Akbar decretó que los hindúes que se habían visto obligados a convertirse al islam podrían reconvertirse al hinduismo sin enfrentar la pena de muerte. En sus días de tolerancia, los hindúes lo querían tanto que hay numerosas referencias a él, y sus elogios se cantan también en canciones e himnos religiosos.
Akbar practicó varias costumbres hindúes. Celebró el Diwali, permitió a los sacerdotes brahmanes atar hilos de joyas alrededor de sus muñecas a modo de bendición y, siguiendo su ejemplo, muchos de los nobles comenzaron a usar rakhi (amuletos de protección). Renunció a la carne de vacuno y prohibió la venta de todas las carnes en ciertos días
Incluso su hijo Jahangir y su nieto Shahjahan mantuvieron muchas de las concesiones de Akbar, como la prohibición del sacrificio de vacas, comer solo platos vegetarianos en ciertos días de la semana y beber solo agua del Ganges. Incluso cuando estaba en el Punjab, a 200 millas de distancia del Ganges, el agua fue sellada en grandes frascos y transportada hasta él. Se refirió al agua del Ganges como el "agua de la inmortalidad".

### Relación con los jainistas
Akbar sostuvo regularmente discusiones con eruditos jainistas y también se vio muy afectado por algunas de sus enseñanzas. Su primer encuentro con los rituales jainistas fue cuando vio una procesión de Sravaka llamado Champa después de un ayuno de seis meses. Impresionado por su poder y devoción, invitó a su gurú, o maestro espiritual, Acharya Hiravijaya Suri a Fatehpur Sikri. Acharya aceptó la invitación y comenzó su marcha hacia la capital mogol desde Guyarat.
Akbar quedó impresionado por las cualidades escolásticas y el carácter del Acharya. Mantuvo varios diálogos interreligiosos entre filósofos de diferentes religiones. Los argumentos de los jainistas en contra de comer carne lo persuadieron de convertirse en vegetariano. Akbar también emitió muchas órdenes imperiales que eran favorables a los intereses de los jainistas, como prohibir la matanza de animales. Los autores jainistas también escribieron sobre su experiencia en la corte mogol en textos sánscritos que todavía son en gran parte desconocidos para los historiadores.
La Corte Suprema de la India ha citado ejemplos de coexistencia de la arquitectura jainista y del imperio mogol, calificando a Akbar como "el arquitecto de la India moderna" y diciendo que "tenía un gran respeto" por el jainismo. En 1584, 1592 y 1598, Akbar había declarado el "Amari Ghosana", que prohibía la matanza de animales durante Paryushan y Mahavir Jayanti y eliminó el impuesto Jazia de los lugares de peregrinación jainistas como Palitana. Santichandra, discípulo de Suri, fue enviado al Emperador, quien a su vez dejó a sus discípulos Bhanuchandra y Siddhichandra en la corte. Akbar volvió a invitar al sucesor de Hiravijaya Suri, Vijayasena Suri, a su corte, quien lo visitó entre 1593 y 1595.
La tolerancia religiosa de Akbar no fue seguida por su hijo Jahangir, que incluso amenazó al antiguo amigo de Akbar, Bhanuchandra.

## Relatos históricos

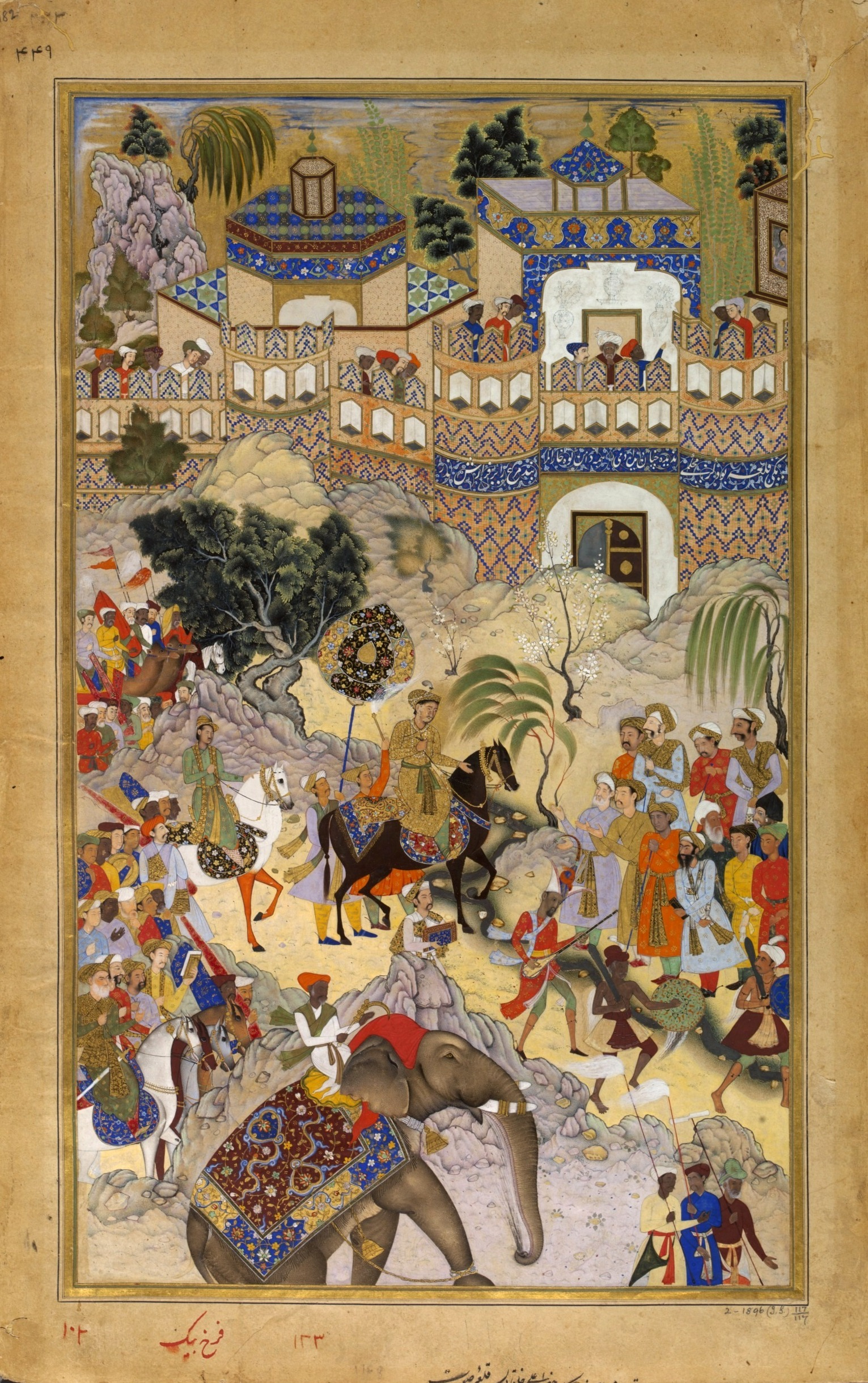
Akbar entra triunfalmente en Surat

### Personalidad

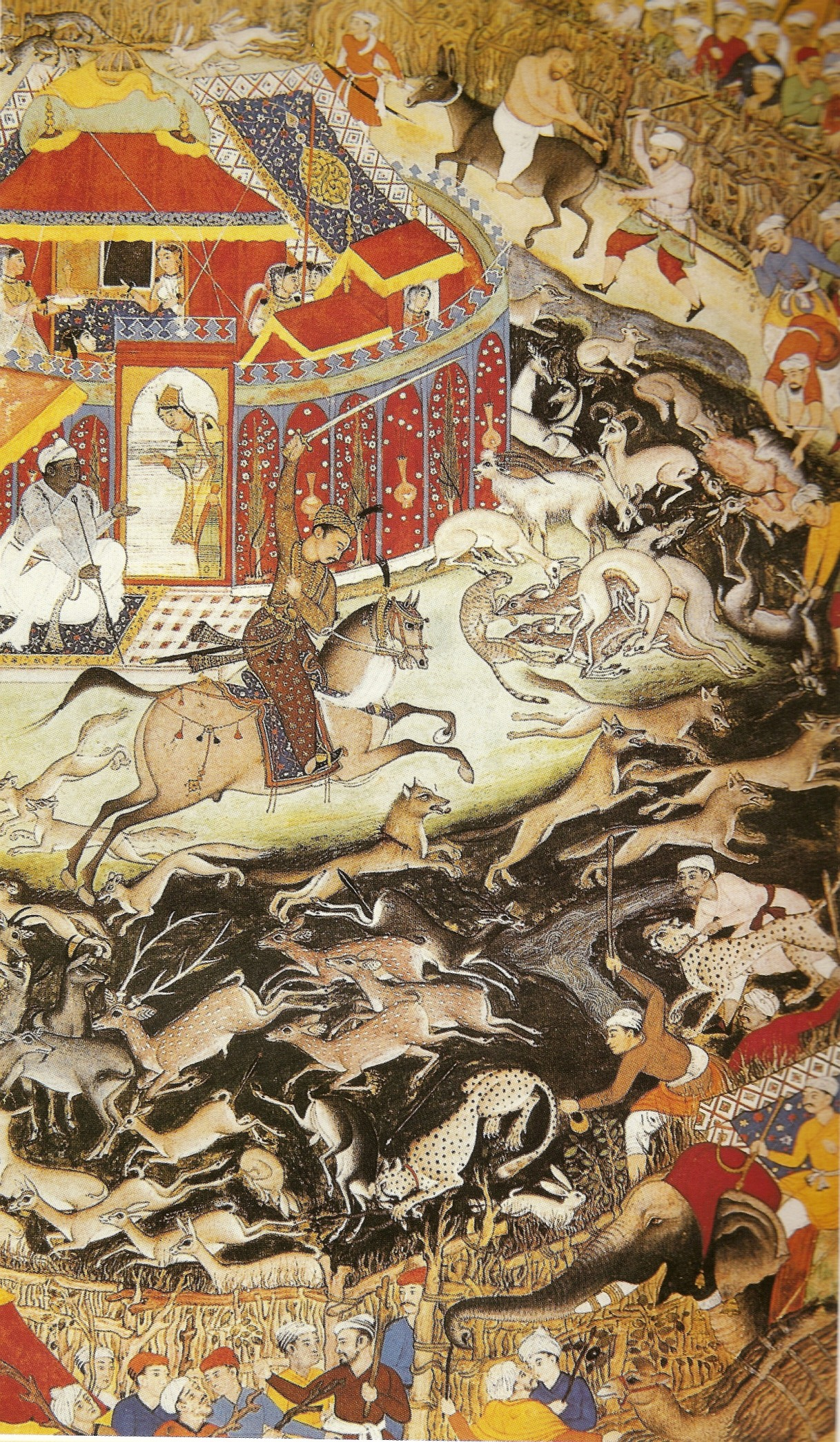
Akbar cazando con guepardos. 1602

El historiador de la corte Abul Fazl relató extensamente el reinado de Akbar en los libros Akbarnama y Ain-i-akbari. Otras fuentes contemporáneas del reinado de Akbar incluyen las obras de Badayuni, Shaikhzada Rashidi y Shaikh Ahmed Sirhindi.
Akbar fue un guerrero, emperador, general, entrenador de animales (mantuvo miles de guepardos de caza durante su reinado y entrenando a muchos él mismo) y teólogo.  Se cree que era disléxico, le leían todos los días y tenía una memoria extraordinaria.
Se decía que Akbar había sido un sabio emperador y un buen juez de carácter. Su hijo y heredero, Jahangir, escribió efusivos elogios al personaje de Akbar en sus memorias y docenas de anécdotas para ilustrar sus virtudes. Según Jahangir, Akbar era «del tono del trigo; sus ojos y cejas eran negros y su tez más oscura que clara». Antonio de Montserrat, el jesuita catalán que visitó su corte lo describió de la siguiente manera:

Uno podría reconocer fácilmente, incluso a primera vista, que es rey. Tiene hombros anchos, piernas algo torcidas, adecuadas para la equitación y una tez marrón clara. Lleva la cabeza inclinada hacia el hombro derecho. Su frente es ancha y abierta, sus ojos tan brillantes y centelleantes que parecen un mar brillando a la luz del sol. Sus pestañas son muy largas. Sus cejas no están muy marcadas. Su nariz es recta y pequeña, aunque no insignificante. Sus fosas nasales están ampliamente abiertas como si se burlaran. Entre la fosa nasal izquierda y el labio superior hay un lunar. Se afeita la barba pero usa bigote. Cojea de la pierna izquierda, aunque nunca ha recibido una herida allí.
Portraits of Akbar, the Great Mughal (1542-1605)

Akbar no era alto, pero sí de complexión fuerte y muy ágil. También se destacó por varios actos de valentía. Uno de esos incidentes ocurrió en su camino de regreso de Malwa a Agra cuando Akbar tenía 19 años. Akbar cabalgó solo delante de su escolta y se enfrentó a una tigresa que, junto con sus cachorros, salió de los arbustos que se cruzaban en su camino. Cuando la tigresa cargó contra el emperador, se alegó que había despachado al animal con su espada en un golpe solitario. Sus asistentes se acercaron y encontraron al emperador parado en silencio al lado del animal muerto.
Abul Fazl, e incluso el crítico hostil Badayuni, lo describieron con una personalidad dominante. Se destacó por su mando en la batalla y «como Alejandro Magno, siempre estuvo dispuesto a arriesgar su vida, independientemente de las consecuencias políticas». A menudo se sumergía con su caballo en un río crecido durante la temporada de lluvias y lo cruzaba con seguridad. Rara vez se entregaba a la crueldad y se dice que se mostraba afectuoso con sus familiares. Perdonó a su hermano Hakim, que era un rebelde arrepentido. Pero en raras ocasiones trató con crueldad a los delincuentes, como su tío materno Muazzam y su hermano adoptivo Adham Khan, que fue defenestrado dos veces por provocar la ira de Akbar.
Se dice que fue extremadamente moderado en su dieta. Ain-e-Akbari menciona que durante sus viajes y también en casa, Akbar bebió agua del río Ganges, al que llamó "el agua de la inmortalidad". Se apostaron personas especiales en Sorun y más tarde en Haridwar para enviar agua, en frascos sellados, a dondequiera que estuviera destinado. Según las memorias de Jahangir, le gustaban las frutas y no le gustaba mucho la carne, que dejó de comer en sus últimos años.
Akbar también visitó una vez Vrindavan, el lugar de nacimiento de Krishna en el año 1570, y dio permiso para que los Gaudiya Vaisnavas construyeran cuatro templos, que eran Madana-mohana, Govindaji, Gopinatha y Jugal Kisore.
Para defender su postura de que el habla surgía de la audición, llevó a cabo un experimento de privación del lenguaje e hizo que los niños fueran criados en aislamiento, no se les permitía hablar, y señaló que a medida que crecían, permanecían mudos.

### Hagiografía
Durante el reinado de Akbar, el proceso en curso de discurso interreligioso y sincretismo resultó en una serie de atribuciones religiosas en términos de posiciones de asimilación, duda o incertidumbre, que él mismo asistió o dejó sin cuestionar. Tales relatos hagiográficos de Akbar atravesaron una amplia gama de espacios confesionales y sectarios, incluidos varios relatos de misioneros parsis, jainistas y jesuitas, además de relatos contemporáneos de la ortodoxia brahmínica y musulmana. Las sectas y denominaciones existentes, así como varias figuras religiosas que representaban el culto popular, sintieron que tenían un derecho sobre él. La diversidad de estos relatos se atribuye al hecho de que su reinado resultó en la formación de un estado centralizado flexible acompañado de autoridad personal y heterogeneidad cultural.

### Akbarnāma, elLibro de Akbar

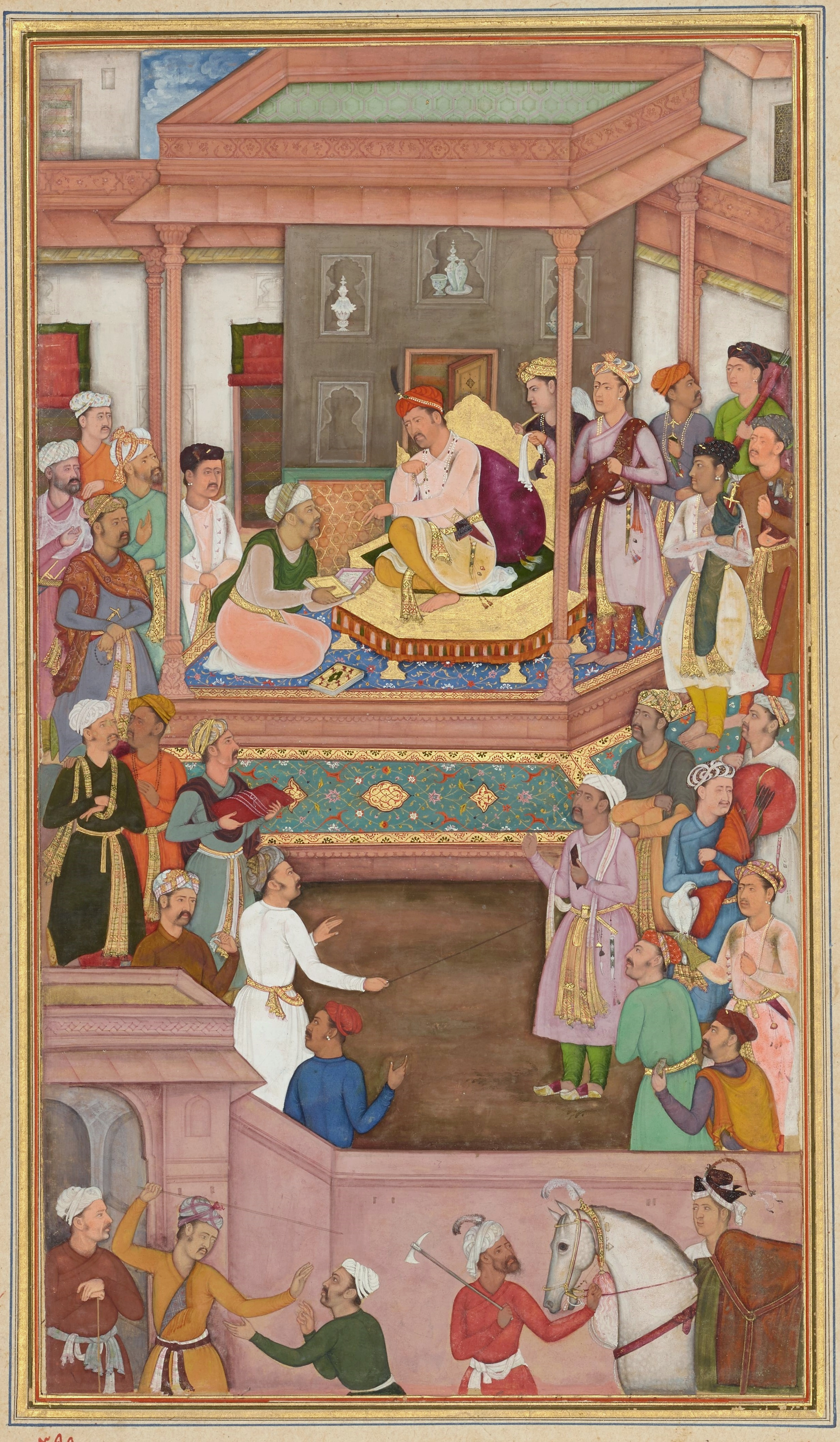
Abu'l-Fazl ibn Mubarak presentando Akbarnama a Akbar, miniatura mogol

El Akbarnāma (persa : اکبر نامہ), que literalmente significa Libro de Akbar, es un relato biográfico oficial de Akbar, el tercer emperador mogol (r. 1542-1605), escrito en persa. Incluye descripciones vívidas y detalladas de su vida y su época.
El trabajo fue encargado por Akbar y escrito por Abul Fazl, una de las Nueve Joyas (hindi: Navaratnas) de la corte real de Akbar. Se afirma que el libro tardó siete años en completarse y los manuscritos originales contenían una serie de pinturas que respaldaban los textos, y todas las pinturas representaban la escuela de pintura mogol y el trabajo de los maestros del taller imperial, incluido Basawan, cuyo uso del retrato en sus ilustraciones fue una innovación en el arte indio.

## Matrimonios
La primera esposa y consorte principal de Akbar fue su prima, la princesa Ruqaiya Sultan Begum, la única hija de su tío paterno, el príncipe Hindal Mirza, y su esposa Sultanam Begum. En 1551, Hindal Mirza murió luchando valerosamente en una batalla contra las fuerzas de Kamran Mirza. Al enterarse de la noticia de la muerte de su hermano, Humayun se sintió abrumado por el dolor. Por afecto a la memoria de su hermano, Humayun prometió a la hija de nueve años de Hindal, Ruqaiya, con su hijo Akbar. Su compromiso tuvo lugar en Kabul, poco después del primer nombramiento de Akbar como virrey en la provincia de Gazni. Humayun otorgó a la pareja imperial toda la riqueza, el ejército y los adherentes de Hindal y Ghazni que uno de los jagir de Hindal le dio a su sobrino, Akbar, quien fue designado virrey y también recibió el mando del ejército de su tío. El matrimonio de Akbar con Ruqaiya fue solemnizado cerca de Jalandhar, Punjab, cuando ambos tenían 14 años. Ella misma, sin hijos, adoptó al nieto favorito de Akbar, el príncipe Khurram (el futuro emperador Sha Jahan). Murió el 19 de enero de 1626.
Su segunda esposa era la hija de Abdullah Khan mogol. El matrimonio tuvo lugar en 1557 durante el sitio de Mankot. Bairam Khan no aprobó este matrimonio, porque la hermana de Abdullah estaba casada con el tío de Akbar, el príncipe Kamran Mirza, por lo que consideraba a Abdullah como un partidario de Kamran. Se opuso hasta que Nasir-al-mulk le hizo comprender que la oposición en tales asuntos era inaceptable. Nasir-al-mulk organizó una reunión de placer y un banquete de alegría, y se proporcionó una fiesta real.
Su tercera esposa fue su prima, Salima Sultan Begum, la hija de Nur-ud-din Muhammad Mirza y su esposa Gulrukh Begum también conocida como Gulrang, la hija del emperador Babur. Al principio, Humayun la comprometió con Bairam Khan. Después de la muerte de Bairam Khan en 1561, Akbar se casó con ella el mismo año. Murió sin hijos el 2 de enero de 1613.
En 1562, se casó con la hija de Raja Bharmal, gobernante de Amer. El matrimonio tuvo lugar cuando Akbar regresaba de Ajmer después de ofrecer oraciones a la tumba de Moinuddin Chishti. Bharmal le había dicho a Akbar que estaba siendo acosado por su cuñado Sharif-ud-din Mirza (el hakim mogol de Mewat). Akbar insistió en que Bharmal debería someterse a él personalmente, también se sugirió que su hija debería casarse con él como señal de completa sumisión. Se tituló Mariam-uz-Zamani después de dar a luz al hijo mayor sobreviviente de Akbar, el príncipe Salim (el futuro emperador Jahangir). Murió el 19 de mayo de 1623.
El mismo año, Akbar se casó con la exesposa de Abdul Wasi, el hijo de Shaikh Bada, señor de Agra. Akbar se había enamorado de ella y le ordenó a Abdul Wasi que se divorciara de ella. Otra de sus esposas fue Gauhar-un-Nissa Begum, la hija de Shaikh Muhammad Bakhtiyar y la hermana de Shaikh Jamal Bakhtiyar. Su dinastía se llamaba Din Laqab y había vivido durante mucho tiempo en Chandwar y Jalesar cerca de Agra. Ella era la esposa principal de Akbar.
Su siguiente matrimonio tuvo lugar en 1564 con la hija de Miran Mubrak Shah, el gobernante de Khandesh. En 1564, envió regalos a la corte con una solicitud de que Akbar casara a su hija. Se accedió a la solicitud de Miran y se emitió una orden. Itimad Khan fue enviado con los embajadores de Miran, y cuando se acercó al fuerte de Asir, que era la residencia de Miran. Miran recibió a Itimad con honor y envió a su hija con Itimad. Una gran cantidad de nobles la acompañaron. El matrimonio tuvo lugar en septiembre de 1564 cuando llegó a la corte de Akbar. Como dote, Mubarak Shah cedió Bijagarh y Handia a su yerno imperial.
Se casó con otra princesa Rajput en 1570, que era hija de Kahan, el hermano de Rai Kalyan Mal Rai, el gobernante de Bikaner. El matrimonio tuvo lugar en 1570, cuando Akbar llegó a esta parte del país. Kalyan rindió homenaje a Akbar y le pidió que casara a la hija de su hermano. Akbar aceptó su propuesta y se concertó el matrimonio. También se casó con la hija de Rawal Har Rai, el gobernante de Jaisalmer en 1570. Rawal había enviado una solicitud para que Akbar casara a su hija. Akbar aceptó la propuesta. Raja Bahgwan Das fue enviado en este servicio. La ceremonia de matrimonio tuvo lugar después del regreso de Akbar de Nagor. Ella era la madre de la princesa Mahi Begum, quien murió el 8 de abril de 1577.
Otra de sus esposas fue Bhakkari Begum, la hija del sultán Mahmud de Bhakkar. El 2 de julio de 1572, el enviado de Akbar, I'timad Khan, llegó a la corte de Mahmud para escoltar a su hija a Akbar. I'timad Khan trajo consigo para el sultán Mahmud un elegante vestido de honor, un cinturón de cimitarra enjoyado, un caballo con silla y riendas y cuatro elefantes. Mahmud celebró la ocasión celebrando extravagantes fiestas durante quince días. El día de la boda, las festividades alcanzaron su cenit y los ulemas, santos y nobles fueron debidamente honrados con recompensas. Mahmud ofreció 30.000 rupias en efectivo y en especie a I'timad Khan y se despidió de su hija con una gran dote y un séquito impresionante. Llegó a Ajmer y esperó a Akbar. Los obsequios del sultán Mahmud, llevados por la delegación, fueron presentados a las damas del harén imperial.
Su novena esposa fue Qasima Banu Begum, la hija del árabe Shah. La boda tuvo lugar en 1575. Se celebró una gran fiesta y estuvieron presentes los altos oficiales y otros pilares del estado. En 1577, el rajá del estado de Dungarpur solicitó que su hija se casara con Akbar. Akbar tuvo en cuenta su lealtad y accedió a su pedido. Rai Loukaran y Rajah Birbar, sirvientes del Rajá, fueron enviados desde Dihalpur para hacer el honor de llevar a su hija. Los dos entregaron a la dama en la corte de Akbar, donde se celebró el matrimonio el 12 de julio de 1577.
Su undécima esposa fue Bibi Daulat Shad. Era la madre de la princesa Shakr-un-Nissa Begum y la princesa Aram Banu Begum nacida el 22 de diciembre de 1584. Su siguiente esposa fue la hija de Shams Chak, un cachemir. El matrimonio tuvo lugar el 3 de noviembre de 1592. Shams pertenecía a los grandes hombres del país y durante mucho tiempo había acariciado este deseo. En 1593, se casó con la hija de Qazi Isa y prima de Najib Khan. Najib le dijo a Akbar que su tío le había hecho un regalo a su hija. Akbar aceptó su representación y el 3 de julio de 1593 visitó la casa de Najib Khan y se casó con la hija de Qazi Isa.
En algún momento, Akbar acogió en su harén a Rukmavati, una hija de Rao Maldev de Marwar por una de sus amantes. Se trataba de una unión dolo en contraposición a un matrimonio formal, que representaba el estatus inferior de la novia en la casa de su padre y servía como expresión de vasallaje a un señor supremo. No se registra la fecha de este evento.

## Muerte

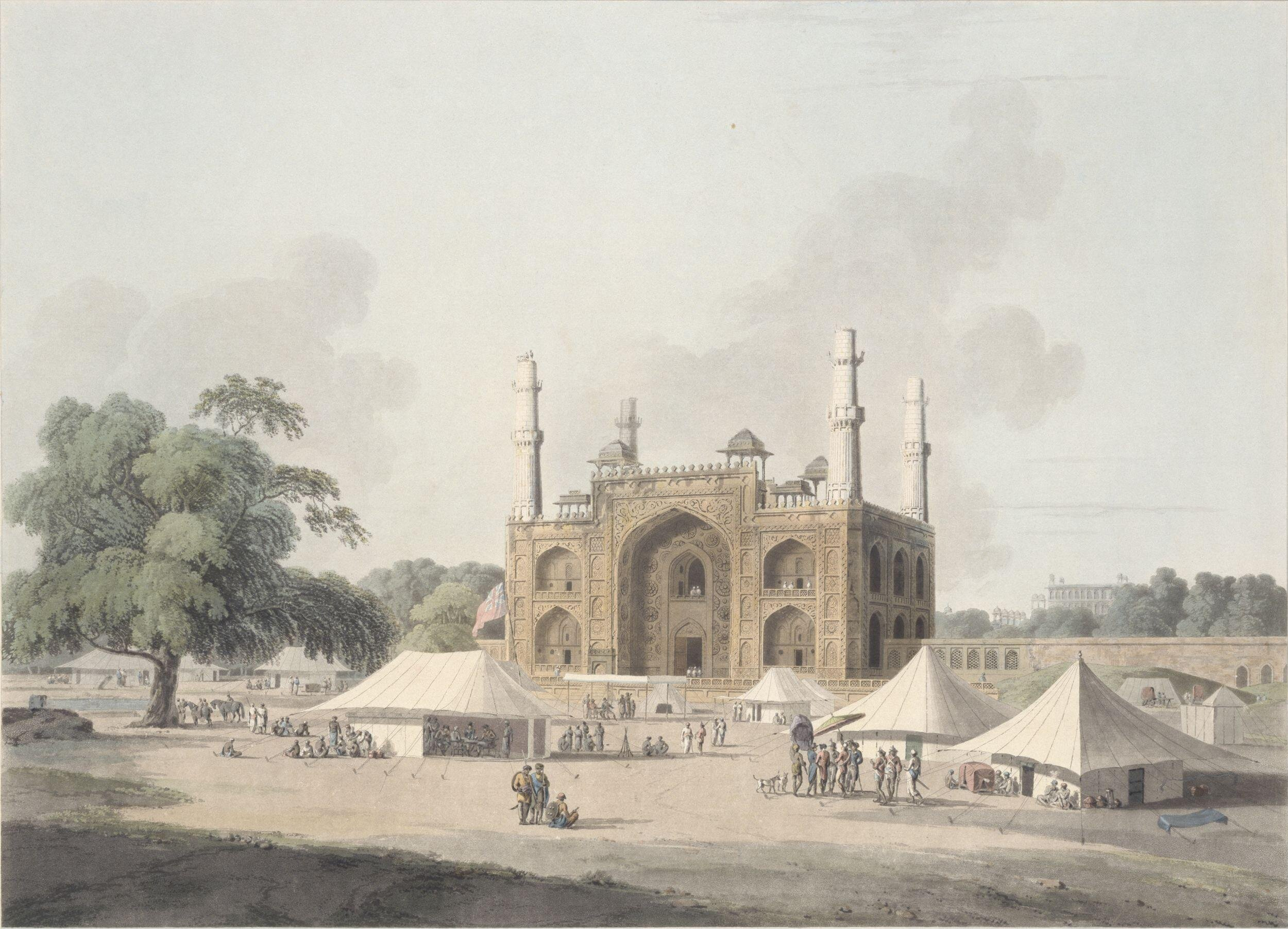
Puerta del mausoleo de Akbar en Sikandra, Agra, 1795

El 3 de octubre de 1605, Akbar enfermó de un ataque de disentería del que nunca se recuperó. Se cree que murió el 27 de octubre de 1605, después de lo cual su cuerpo fue enterrado en su mausoleo en Sikandra, Agra.

## Legado
Akbar dejó un rico legado tanto para el Imperio mogol como para el subcontinente indio en general. Afianzó firmemente la autoridad mogola en la India y más allá, después de haber sido amenazado por los afganos durante el reinado de su padre, estableciendo su superioridad militar y diplomática. Durante su reinado, la naturaleza del estado cambió a una secular y liberal, con énfasis en la integración cultural. También introdujo varias reformas sociales con visión de futuro, incluida la prohibición de la satí, la legalización del nuevo matrimonio de viudas y el aumento de la edad para contraer matrimonio. Los cuentos populares que giran en torno a él y Birbal, uno de sus navratnas, son populares en la India.
Bhavishia-purana es un Purana menor que representa los diversos días sagrados hindúes e incluye una sección dedicada a las diversas dinastías que gobernaron la India, cuya parte más antigua data del 500 d. C. y la más reciente del siglo XVIII. Contiene una historia sobre Akbar en la que se lo compara con los otros gobernantes mogoles. La sección llamada "Akbar Bahshaha Varnan", escrita en sánscrito, describe su nacimiento como una "reencarnación" de un sabio que se inmoló al ver al primer gobernante mogol Babur, que es descrito como el "rey cruel de Mlecchas (musulmanes)". En este texto se afirma que Akbar "era un niño milagroso" y que no seguiría las "formas violentas" anteriores de los mogoles.
Citando la fusión de Akbar de los dispares "feudos" de la India en el Imperio mogol, así como el legado duradero de "pluralismo y tolerancia" que "subyace a los valores de la moderna república de la India", la revista Time incluyó su nombre en su lista de los mejores 25 líderes mundiales.
Por otro lado, su legado es explícitamente negativo en Pakistán por las mismas razones. El historiador Mubarak Ali, mientras estudia la imagen de Akbar en los libros de texto paquistaníes, observa que Akbar «es convenientemente ignorado y no mencionado en ningún libro de texto escolar desde la primera clase hasta la matriculación», a diferencia de la omnipresencia del emperador Aurangzeb. Cita al historiador Ishtiaq Hussain Qureshi, quien dijo que, debido a su tolerancia religiosa, «Akbar había debilitado tanto al Islam a través de sus políticas que no pudo ser restaurado a su posición dominante en los asuntos». Un hilo común entre los historiadores paquistaníes es culpar a la política Rajput de Akbar. Como conclusión, después de analizar muchos libros de texto, Mubarak Ali dice que "Akbar es criticado por unir a musulmanes e hindúes como una sola nación y poner en peligro la identidad separada de los musulmanes. Esta política de Akbar contradice la teoría de las dos naciones y, por lo tanto, lo convierte en una figura impopular en Pakistán".

## Galería de imágenes

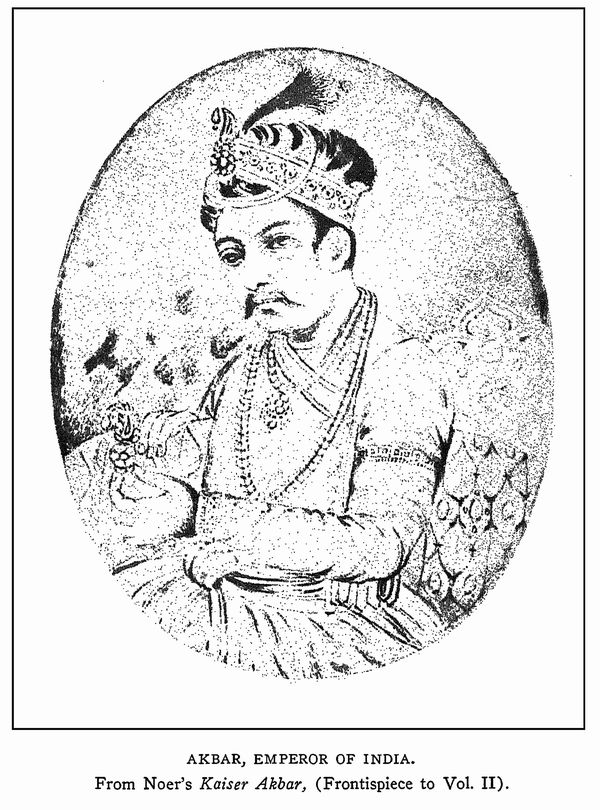
Retrato de Akbar.
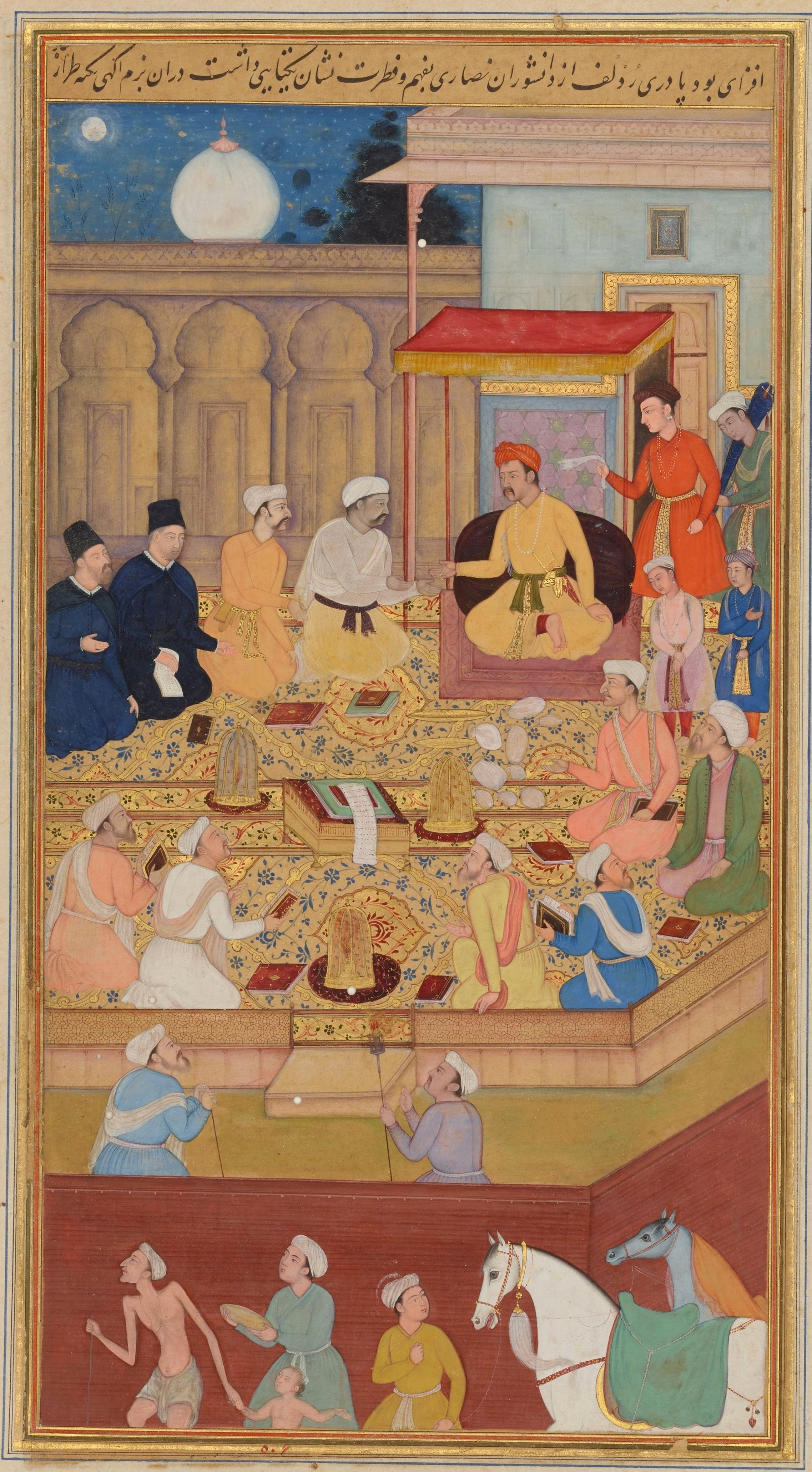
El emperador mogol Jalaluddin Muhammad el grande (conocido en voz árabe como Akbar) celebra una asamblea interreligiosa en el Ibadat Khana (Casa de reflexión -meditación-construida en 1575) en Fatehpur Sikri. Los dos hombres vestidos de negro son los misioneros jesuitas Rodolfo Acquaviva y Francisco Henriques dos compañeros de Antonio de Montserrat.
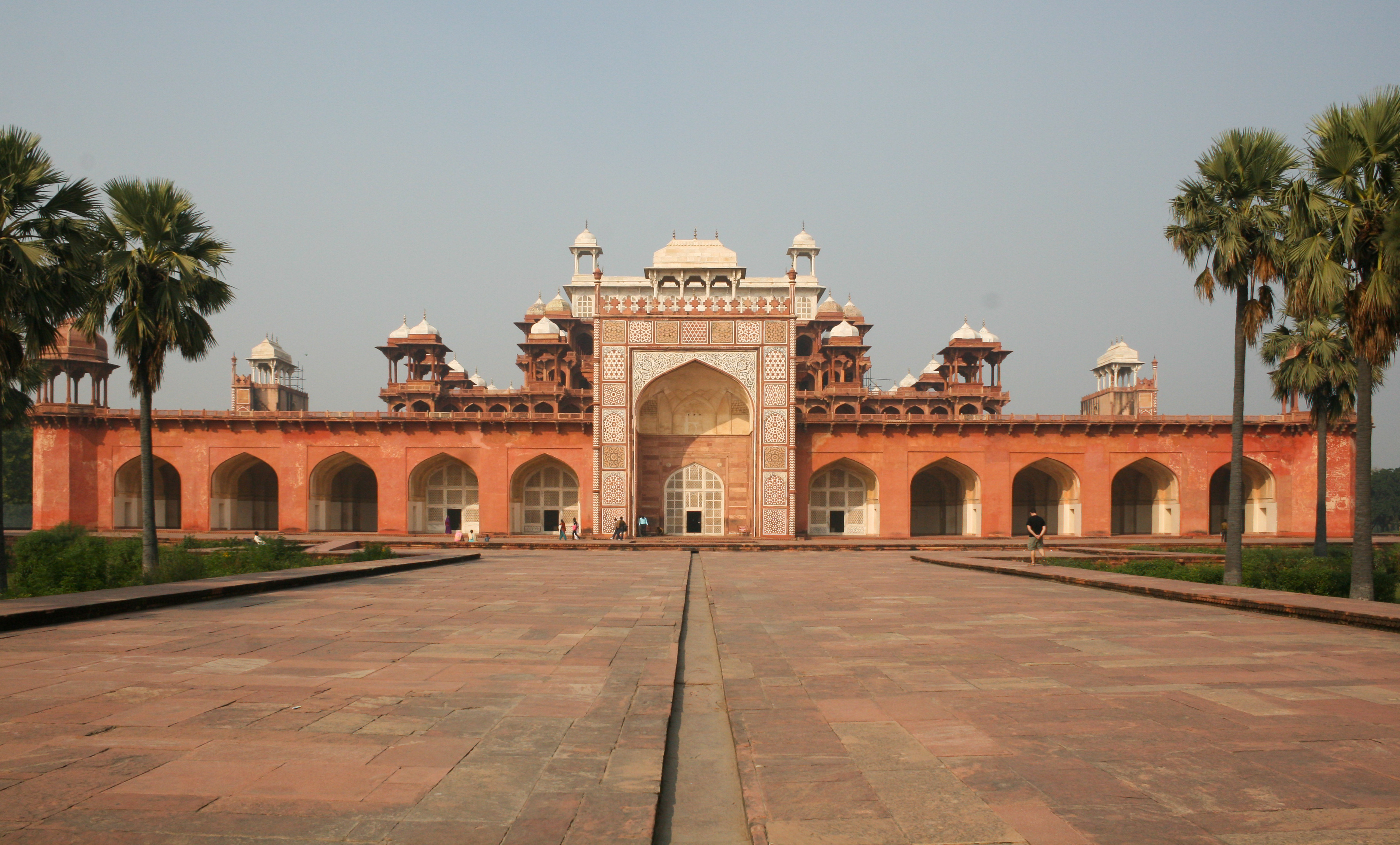
Tumba de Akbar el Grande, Sikandra, India.

Ilustración de la Akbarnama, pintura en miniatura para Nar Singh, ca. 1605.
- Tumba de Akbar el Grande, Sikandra, India.